# Liste der Kulturdenkmale in Dresden/Straßen
In dieser Übersicht sind die Straßen der Stadt Dresden aufgelistet, in denen sich Kulturdenkmale befinden. In der Tabelle ist neben der Straße die Gemarkung aufgeführt, in der sich die Straße befindet.
Straßennamen können mehrfach aufgeführt sein, wenn die Straße sich in mehreren Gemarkungen befindet oder der Straßenname mehrfach vergeben ist, da sich gleichnamige Straßen in verschiedenen Ortschaften befinden.
| Straße                        | Gemarkung                                          |
| ----------------------------- | -------------------------------------------------- |
| 1. Steinweg                   | Loschwitz                                          |
| 2. Steinweg                   | Loschwitz                                          |
| Aachener Straße               | Trachau                                            |
| Abbestraße                    | Trachau                                            |
| Adlergasse                    | Friedrichstadt                                     |
| Agnes-Smedley-Straße          | Plauen                                             |
| Alaunplatz                    | Neustadt - Stadtteil Radeberger Vorstadt           |
| Alaunstraße                   | Neustadt - Stadtteil Äußere Neustadt               |
| Albertbrücke                  | Altstadt II - Stadtteil Johannstadt                |
| Albertbrücke                  | Neustadt                                           |
| Albert-Hensel-Straße          | Trachenberge                                       |
| Albertplatz                   | Neustadt                                           |
| Albertplatz                   | Cossebaude                                         |
| Albert-Richter-Straße         | Langebrück                                         |
| Albert-Schweitzer-Straße      | Plauen                                             |
| Albertstraße                  | Neustadt                                           |
| Alemannenstraße               | Blasewitz                                          |
| Alexander-Herzen-Straße       | Klotzsche                                          |
| Alexander-Puschkin-Platz      | Neustadt, Leipziger Vorstadt                       |
| Alexanderstraße               | Loschwitz                                          |
| Alfred-Althus-Straße          | Altstadt I - Stadtteil Wilsdruffer Vorstadt        |
| Alfred-Schrapel-Straße        | Altstadt II - Stadtteil Johannstadt                |
| Alfred-Thiele-Straße          | Naußlitz                                           |
| Alpenstraße                   | Loschwitz                                          |
| Alsenstraße                   | Stetzsch                                           |
| Altbriesnitz                  | Briesnitz                                          |
| Altburgstädtel                | Omsewitz                                           |
| Altcoschütz                   | Coschütz                                           |
| Altcotta                      | Cotta                                              |
| Altdobritz                    | Dobritz                                            |
| Altdölzschen                  | Dölzschen                                          |
| Alte Dorfstraße               | Gönnsdorf                                          |
| Alte Dresdner Straße          | Lausa                                              |
| Alte Meißner Landstraße       | Briesnitz                                          |
| Alte Moritzburger Straße      | Gomlitz                                            |
| Alte Moritzburger Straße      | Lausa                                              |
| Altenberger Platz             | Seidnitz                                           |
| Altenberger Straße            | Blasewitz                                          |
| Altenberger Straße            | Seidnitz                                           |
| Altenberger Straße            | Striesen                                           |
| Altenzeller Straße            | Altstadt II - Stadtteil Südvorstadt                |
| Alter Postweg                 | Nickern                                            |
| Altfrankener Straße           | Löbtau                                             |
| Altfriedersdorf               | Lausa                                              |
| Altgomlitz                    | Gomlitz                                            |
| Altgompitz                    | Gompitz                                            |
| Altgostritz                   | Gostritz                                           |
| Altkaditz                     | Kaditz                                             |
| Altkaitz                      | Kaitz                                              |
| Altkleinzschachwitz           | Kleinzschachwitz                                   |
| Altklotzsche                  | Klotzsche                                          |
| Altlaubegast                  | Laubegast                                          |
| Altleuben                     | Leuben                                             |
| Altleubnitz                   | Leubnitz-Neuostra                                  |
| Alt-Leuteritzer Ring          | Leuteritz                                          |
| Altleutewitz                  | Leutewitz                                          |
| Altlöbtau                     | Löbtau                                             |
| Altlockwitz                   | Lockwitz                                           |
| Altmarkt                      | Altstadt I - Stadtteil Innere Altstadt             |
| Altmickten                    | Mickten                                            |
| Altmobschatz                  | Mobschatz                                          |
| Altmockritz                   | Mockritz                                           |
| Altnaußlitz                   | Naußlitz                                           |
| Altnickern                    | Nickern                                            |
| Altnossener Straße            | Pennrich                                           |
| Altomsewitz                   | Omsewitz                                           |
| Altonaer Straße               | Friedrichstadt                                     |
| Altpestitz                    | Kleinpestitz                                       |
| Altpieschen                   | Pieschen                                           |
| Altplauen                     | Plauen                                             |
| Altpodemus                    | Podemus                                            |
| Alträcknitz                   | Räcknitz                                           |
| Altreick                      | Reick                                              |
| Altrochwitz                   | Rochwitz                                           |
| Altroßthal                    | Roßthal                                            |
| Altseidnitz                   | Seidnitz                                           |
| Altsöbrigen                   | Söbrigen                                           |
| Altsporbitz                   | Sporbitz                                           |
| Altstetzsch                   | Stetzsch                                           |
| Altstrehlen                   | Strehlen                                           |
| Alttolkewitz                  | Tolkewitz                                          |
| Alttorna                      | Torna                                              |
| Alttrachau                    | Trachau                                            |
| Altübigau                     | Übigau                                             |
| Altwachwitz                   | Wachwitz                                           |
| Altweixdorf                   | Weixdorf                                           |
| Altwilschdorf                 | Wilschdorf                                         |
| Altwölfnitz                   | Wölfnitz                                           |
| Am Anfang                     | Gruna                                              |
| Am Anger                      | Prohlis                                            |
| Am Bauernbusch                | Bühlau                                             |
| Am Berg                       | Mobschatz                                          |
| Am Beutlerpark                | Altstadt II - Stadtteil Südvorstadt                |
| Am Brauhaus                   | Neustadt - Stadtteil Radeberger Vorstadt           |
| Am Dorffrieden                | Hellerau                                           |
| Am Dorfplatz                  | Helfenberg                                         |
| Am Dorfteich                  | Pappritz                                           |
| Am Eiswurmlager               | Coschütz                                           |
| Am Eiswurmlager               | Dölzschen                                          |
| Am Eiswurmlager               | Plauen                                             |
| Am Elbtalweg                  | Leubnitz-Neuostra                                  |
| Am Ende                       | Gruna                                              |
| Am Erlengrund                 | Zöllmen                                            |
| Am Fährhaus                   | Niederwartha                                       |
| Am Fichtepark                 | Plauen                                             |
| Am Forsthaus                  | Klotzsche                                          |
| Am Forsthaus                  | Dresdner Heide                                     |
| Am Friedhof                   | Klotzsche                                          |
| Am Galgenberg                 | Lockwitz                                           |
| Am Geberbach                  | Nickern                                            |
| Am Grünen Zipfel              | Hellerau                                           |
| Am Grüngürtel                 | Gruna                                              |
| Am Gückelsberg                | Lockwitz                                           |
| Am Hang                       | Stetzsch                                           |
| Am Hausberg                   | Krieschendorf                                      |
| Am Hegereiter                 | Cossebaude                                         |
| Am Heiderand                  | Weißer Hirsch                                      |
| Am Helfenberger Park          | Helfenberg                                         |
| Am Hellerrand                 | Hellerau                                           |
| Am Hellerrand                 | Klotzsche                                          |
| Am Hochwald                   | Weißer Hirsch                                      |
| Am Hofgut                     | Schönborn                                          |
| Am Keppschloß                 | Hosterwitz                                         |
| Am Kirchberg                  | Kemnitz                                            |
| Am Kirschberg                 | Dölzschen                                          |
| Am Klosterhof                 | Leubnitz-Neuostra                                  |
| Am Knie                       | Gruna                                              |
| Am Lehmberg                   | Briesnitz                                          |
| Am Lehmhaus                   | Reick                                              |
| Am Lerchenberg                | Löbtau                                             |
| Am Leutewitzer Park           | Leutewitz                                          |
| Am Mühlberg                   | Steinbach                                          |
| Am Park                       | Gönnsdorf                                          |
| Am Pfarrlehn                  | Hellerau                                           |
| Am Pilz                       | Hellerau                                           |
| Am Plan                       | Lockwitz                                           |
| Am Queckbrunnen               | Altstadt I - Stadtteil Wilsdruffer Vorstadt        |
| Am Querweg                    | Leubnitz-Neuostra                                  |
| Am Rainchen                   | Pappritz                                           |
| Am Rathaus                    | Pillnitz                                           |
| Am Sägewerk                   | Schönfeld                                          |
| Am Schänkenberg               | Hellerau                                           |
| Am Schießhaus                 | Altstadt I - Stadtteil Wilsdruffer Vorstadt        |
| Am Schloß                     | Schönfeld                                          |
| Am Schreiberbach              | Unkersdorf                                         |
| Am Schützenfelde              | Hellerau                                           |
| Am Sonnenhang                 | Hellerau                                           |
| Am Spritzenberg               | Malschendorf                                       |
| Am Steinberg                  | Wachwitz                                           |
| Am Steinborn                  | Klotzsche                                          |
| Am Talkenberg                 | Hellerau                                           |
| Am Teich                      | Meußlitz                                           |
| Am Trachauer Bahnhof          | Trachau                                            |
| Am Triebenberg                | Schullwitz                                         |
| Am Tummelsgrund               | Mobschatz                                          |
| Am Urnenfeld                  | Stetzsch                                           |
| Am Viertelacker               | Lockwitz                                           |
| Am Waldblick                  | Klotzsche                                          |
| Am Waldrand                   | Zaschendorf                                        |
| Am Wehr                       | Lockwitz                                           |
| Am Werk                       | Sporbitz                                           |
| Am Wetterbusch                | Unkersdorf                                         |
| Am Winkel                     | Wilschdorf                                         |
| Am Zschoner Berg              | Ockerwitz                                          |
| Am Zwingerteich               | Altstadt I - Stadtteil Wilsdruffer Vorstadt        |
| Ammonstraße                   | Altstadt I - Stadtteil Seevorstadt                 |
| An den Gärten                 | Gruna                                              |
| An den Hufen                  | Kaditz                                             |
| An den Ruschewiesen           | Klotzsche                                          |
| An den Teichen                | Lausa                                              |
| An der Autobahn               | Merbitz                                            |
| An der Berglehne              | Loschwitz                                          |
| An der Böschung               | Trachau                                            |
| An der Christuskirche         | Strehlen                                           |
| An der Dreikönigskirche       | Neustadt                                           |
| An der Eisenbahn              | Neustadt, Albertstadt                              |
| An der Försterei              | Helfenberg                                         |
| An der Frauenkirche           | Altstadt I - Stadtteil Innere Altstadt             |
| An der Heide                  | Lausa                                              |
| An der Heilandskirche         | Cotta                                              |
| An der Herzogin Garten        | Altstadt I - Stadtteil Wilsdruffer Vorstadt        |
| An der Kreuzkirche            | Altstadt I - Stadtteil Innere Altstadt             |
| An der Linde                  | Weißig                                             |
| An der Obermühle              | Lockwitz                                           |
| An der Pikardie               | Strehlen                                           |
| An der Post                   | Niedersedlitz                                      |
| An der Prießnitz              | Neustadt - Stadtteil Radeberger Vorstadt           |
| An der Schäferei              | Pillnitz                                           |
| An der Winkelwiese            | Hellerau                                           |
| Andersenstraße                | Kaditz                                             |
| Angelikastraße                | Neustadt - Stadtteil Radeberger Vorstadt           |
| Angelikastraße                | Loschwitz                                          |
| Angelsteg                     | Blasewitz                                          |
| Ankerstraße                   | Tolkewitz                                          |
| Annenstraße                   | Altstadt I - Stadtteil Wilsdruffer Vorstadt        |
| Anton-Graff-Straße            | Altstadt II - Stadtteil Johannstadt                |
| Antonstraße                   | Neustadt - Stadtteil Äußere Neustadt               |
| Anton-Weck-Straße             | Löbtau                                             |
| Archivstraße                  | Neustadt                                           |
| Arndtstraße                   | Neustadt - Stadtteil Radeberger Vorstadt           |
| Arno-Holz-Allee               | Neustadt, Albertstadt                              |
| Arno-Lade-Straße              | Pieschen                                           |
| Arnoldstraße                  | Altstadt II - Stadtteil Johannstadt                |
| Auf dem Eigen                 | Briesnitz                                          |
| Auf dem Meisenberg            | Neustadt - Stadtteil Radeberger Vorstadt           |
| Auf dem Sand                  | Hellerau                                           |
| Auf der Scheibe               | Briesnitz                                          |
| Augsburger Straße             | Striesen                                           |
| August-Bebel-Straße           | Cossebaude                                         |
| August-Bebel-Straße           | Strehlen                                           |
| August-Böckstiegel-Straße     | Pillnitz                                           |
| Augustusbrücke                | Neustadt                                           |
| Augustusbrücke                | Altstadt I - Stadtteil Innere Altstadt             |
| Augustusstraße                | Altstadt I - Stadtteil Innere Altstadt             |
| August-Wagner-Straße          | Weixdorf                                           |
| Babisnauer Straße             | Mockritz                                           |
| Bachmannstraße                | Bühlau                                             |
| Bachstraße                    | Neustadt - Stadtteil Radeberger Vorstadt           |
| Badstraße                     | Langebrück                                         |
| Badstraße                     | Lausa                                              |
| Badweg                        | Löbtau                                             |
| Bahnhofstraße                 | Großzschachwitz                                    |
| Bahnhofstraße                 | Cossebaude                                         |
| Bahnhofstraße                 | Niedersedlitz                                      |
| Baluschekstraße               | Löbtau                                             |
| Bamberger Straße              | Altstadt II - Stadtteil Südvorstadt                |
| Bamberger Straße              | Plauen                                             |
| Barbarastraße                 | Pieschen                                           |
| Barbarossaplatz               | Striesen                                           |
| Bärensteiner Straße           | Gruna                                              |
| Bärensteiner Straße           | Striesen                                           |
| Barkhausenstraße              | Räcknitz                                           |
| Barlachstraße                 | Strehlen                                           |
| Bärnsdorfer Straße            | Neustadt, Leipziger Vorstadt                       |
| Barteldesplatz                | Blasewitz                                          |
| Bärwalder Straße              | Neustadt, Leipziger Vorstadt                       |
| Basteiplatz                   | Strehlen                                           |
| Baudissinstraße               | Kaditz                                             |
| Bauernweg                     | Hellerau                                           |
| Bauhofstraße                  | Friedrichstadt                                     |
| Baumstraße                    | Neustadt, Radeberger Vorstadt                      |
| Baumzeile                     | Gruna                                              |
| Bautzner Landstraße           | Bühlau                                             |
| Bautzner Landstraße           | Loschwitz                                          |
| Bautzner Landstraße           | Weißer Hirsch                                      |
| Bautzner Landstraße           | Weißig                                             |
| Bautzner Straße               | Neustadt - Stadtteil Äußere Neustadt               |
| Bautzner Straße               | Neustadt - Stadtteil Radeberger Vorstadt           |
| Bautzner Straße               | Loschwitz                                          |
| Bayreuther Straße             | Altstadt II - Stadtteil Südvorstadt                |
| Bedrich-Smetana-Straße        | Niedersedlitz                                      |
| Beerenhut                     | Gorbitz                                            |
| Beethovenstraße               | Langebrück                                         |
| Behringstraße                 | Friedrichstadt                                     |
| Behrischstraße                | Striesen                                           |
| Beilstraße                    | Gruna                                              |
| Beilstraße                    | Strehlen                                           |
| Beim Gräbchen                 | Hellerau                                           |
| Bellingrathstraße             | Tolkewitz                                          |
| Benzstraße                    | Trachau                                            |
| Berchtesgadener Straße        | Laubegast                                          |
| Bergbahnstraße                | Loschwitz                                          |
| Bergerstraße                  | Langebrück                                         |
| Berggartenstraße              | Blasewitz                                          |
| Berggasse                     | Wilschdorf                                         |
| Berggießhübler Straße         | Seidnitz                                           |
| Bergmannstraße                | Striesen                                           |
| Bergstraße                    | Altstadt II - Stadtteil Südvorstadt                |
| Bergstraße                    | Cossebaude                                         |
| Bergstraße                    | Räcknitz                                           |
| Bergstraße                    | Weißig                                             |
| Bergweg                       | Pillnitz                                           |
| Berliner Straße               | Friedrichstadt                                     |
| Bernard-Shaw-Straße           | Meußlitz                                           |
| Bernhardstraße                | Altstadt II - Stadtteil Südvorstadt                |
| Bernhardstraße                | Plauen                                             |
| Bernhard-von-Lindenau-Platz   | Altstadt I - Stadtteil Wilsdruffer Vorstadt        |
| Berthold-Haupt-Straße         | Kleinzschachwitz                                   |
| Berthold-Haupt-Straße         | Leuben                                             |
| Berthold-Haupt-Straße         | Zschieren                                          |
| Besselplatz                   | Reick                                              |
| Bettinastraße                 | Neustadt - Stadtteil Radeberger Vorstadt           |
| Bienertstraße                 | Plauen                                             |
| Binger Straße                 | Naußlitz                                           |
| Birkenhainer Straße           | Cotta                                              |
| Birkigter Straße              | Coschütz                                           |
| Bischofsplatz                 | Neustadt, Leipziger Vorstadt                       |
| Bischofsweg                   | Neustadt - Stadtteil Äußere Neustadt               |
| Bischofsweg                   | Neustadt - Stadtteil Radeberger Vorstadt           |
| Bischofswerder Straße         | Neustadt - Stadtteil Radeberger Vorstadt           |
| Bismarckplatz                 | Cossebaude                                         |
| Bismarckstraße                | Niedersedlitz                                      |
| Blasewitzer Straße            | Altstadt II - Stadtteil Johannstadt                |
| Blasewitzer Straße            | Striesen                                           |
| Blochmannstraße               | Altstadt I - Stadtteil Pirnaische Vorstadt         |
| Blüherstraße                  | Altstadt I - Stadtteil Seevorstadt                 |
| Blumenstraße                  | Altstadt II - Stadtteil Johannstadt                |
| Blumenstraße                  | Langebrück                                         |
| Blumenstraße                  | Schönborn                                          |
| Bockemühlstraße               | Tolkewitz                                          |
| Böcklinstraße                 | Mickten                                            |
| Bodelschwinghstraße           | Friedrichstadt                                     |
| Bodemerweg                    | Pillnitz                                           |
| Bodenbacher Straße            | Gruna                                              |
| Bodenbacher Straße            | Seidnitz                                           |
| Böhmertstraße                 | Loschwitz                                          |
| Böhmische Straße              | Neustadt - Stadtteil Äußere Neustadt               |
| Bolivarstraße                 | Pieschen                                           |
| Boltenhagener Platz           | Klotzsche                                          |
| Boltenhagener Straße          | Hellerau                                           |
| Boltenhagener Straße          | Klotzsche                                          |
| Bonhoefferplatz               | Löbtau                                             |
| Bönischplatz                  | Altstadt II - Stadtteil Johannstadt                |
| Borngraben                    | Briesnitz                                          |
| Borsbergstraße                | Altstadt II - Stadtteil Johannstadt                |
| Borsbergstraße                | Striesen                                           |
| Borsbergstraße                | Schönfeld                                          |
| Borsbergstraße                | Striesen                                           |
| Borthener Straße              | Seidnitz                                           |
| Bosewitzer Straße             | Großluga                                           |
| Bosewitzer Straße             | Niedersedlitz                                      |
| Böttgerstraße                 | Trachau                                            |
| Boxdorfer Straße              | Pieschen                                           |
| Boxdorfer Straße              | Trachau                                            |
| Brabschützer Straße           | Stetzsch                                           |
| Bramschstraße                 | Cotta                                              |
| Bramschstraße                 | Löbtau                                             |
| Brauergasse                   | Cossebaude                                         |
| Bräuergasse                   | Friedrichstadt                                     |
| Braunschweiger Straße         | Pieschen                                           |
| Braunsdorfer Straße           | Löbtau                                             |
| Brehmweg                      | Trachau                                            |
| Breitscheidstraße             | Cossebaude                                         |
| Breitscheidstraße             | Dobritz                                            |
| Breitscheidstraße             | Reick                                              |
| Bremer Straße                 | Friedrichstadt                                     |
| Brockhausstraße               | Loschwitz                                          |
| Brucknerstraße                | Blasewitz                                          |
| Brühlsche Gasse               | Altstadt I - Stadtteil Innere Altstadt             |
| Brühlsche Terrasse            | Altstadt I - Stadtteil Innere Altstadt             |
| Brühlscher Garten             | Altstadt I - Stadtteil Innere Altstadt             |
| Bruhmstraße                   | Langebrück                                         |
| Brunnenstraße                 | Leubnitz-Neuostra                                  |
| Brunnenweg                    | Hellerau                                           |
| Buchenstraße                  | Neustadt, Leipziger Vorstadt                       |
| Buchholzer Straße             | Trachau                                            |
| Budapester Straße             | Altstadt I - Stadtteil Seevorstadt                 |
| Budapester Straße             | Altstadt II - Stadtteil Südvorstadt                |
| Bühlauer Straße               | Rochwitz                                           |
| Bühlauer Straße               | Schullwitz                                         |
| Bünauplatz                    | Löbtau                                             |
| Bünaustraße                   | Löbtau                                             |
| Bundschuhstraße               | Altstadt II - Stadtteil Johannstadt                |
| Bunsenstraße                  | Mickten                                            |
| Bunsenstraße                  | Trachau                                            |
| Burckhardtstraße              | Altstadt II - Stadtteil Johannstadt                |
| Bürgerstraße                  | Neustadt, Leipziger Vorstadt                       |
| Bürgerstraße                  | Pieschen                                           |
| Bürgerwiese                   | Altstadt I und II - Stadtteil Seevorstadt          |
| Burgkstraße                   | Löbtau                                             |
| Burgsdorffstraße              | Trachau                                            |
| Burgwartstraße                | Naußlitz                                           |
| Buschweg                      | Mobschatz                                          |
| Cäcilienstraße                | Strehlen                                           |
| Calberlastraße                | Loschwitz                                          |
| Canalettostraße               | Altstadt II - Stadtteil Johannstadt                |
| Carl-Zeiß-Straße              | Trachau                                            |
| Carolaplatz                   | Neustadt                                           |
| Carolinenstraße               | Neustadt                                           |
| Carusufer                     | Neustadt                                           |
| Caspar-David-Friedrich-Straße | Strehlen                                           |
| Caspar-David-Friedrich-Straße | Zschertnitz                                        |
| Chamissostraße                | Cotta                                              |
| Charlotte-Bühler-Straße       | Neustadt, Albertstadt                              |
| Charlottenstraße              | Neustadt - Stadtteil Radeberger Vorstadt           |
| Chemnitzer Straße             | Altstadt II - Stadtteil Südvorstadt                |
| Chemnitzer Straße             | Plauen                                             |
| Chopinstraße                  | Loschwitz                                          |
| Clara-Viebig-Straße           | Löbtau                                             |
| Clara-Zetkin-Straße           | Löbtau                                             |
| Collenbuschstraße             | Loschwitz                                          |
| Collenbuschstraße             | Weißer Hirsch                                      |
| Columbusstraße                | Löbtau                                             |
| Comeniusstraße                | Altstadt II - Stadtteil Johannstadt                |
| Comeniusstraße                | Striesen                                           |
| Conertplatz                   | Löbtau                                             |
| Conradstraße                  | Neustadt, Leipziger Vorstadt                       |
| Copitzer Straße               | Pillnitz                                           |
| Corinthstraße                 | Strehlen                                           |
| Coschützer Straße             | Plauen                                             |
| Coselweg                      | Coschütz                                           |
| Cossebauder Straße            | Cotta                                              |
| Cossebauder Straße            | Obergohlis                                         |
| Coswiger Straße               | Pieschen                                           |
| Cottaer Straße                | Friedrichstadt                                     |
| Cottbuser Straße              | Trachau                                            |
| Cunnersdorfer Straße          | Schönfeld                                          |
| Curt-Guratzsch-Straße         | Niedersedlitz                                      |
| Dahlener Straße               | Pieschen                                           |
| Damaschkestraße               | Meußlitz                                           |
| Dammstraße                    | Loschwitz                                          |
| Dammweg                       | Neustadt - Stadtteil Äußere Neustadt               |
| Dampfschiffstraße             | Pillnitz                                           |
| Darwinstraße                  | Klotzsche                                          |
| Degelestraße                  | Loschwitz                                          |
| Deubener Straße               | Löbtau                                             |
| Devrientstraße                | Altstadt I - Stadtteil Wilsdruffer Vorstadt        |
| Dieselstraße                  | Leuben                                             |
| Dippelsdorfer Straße          | Trachau                                            |
| Döbelner Straße               | Pieschen                                           |
| Döbelner Straße               | Trachau                                            |
| Döbelner Straße               | Trachenberge                                       |
| Dobritzer Straße              | Seidnitz                                           |
| Döhlener Straße               | Löbtau                                             |
| Dohnaer Platz                 | Prohlis                                            |
| Dohnaer Straße                | Großluga                                           |
| Dohnaer Straße                | Kleinluga                                          |
| Dohnaer Straße                | Leubnitz-Neuostra                                  |
| Dohnaer Straße                | Lockwitz                                           |
| Dohnaer Straße                | Strehlen                                           |
| Dölzschener Straße            | Löbtau                                             |
| Donndorfstraße                | Strehlen                                           |
| Dopplerstraße                 | Trachau                                            |
| Dorfplatz                     | Oberpoyritz                                        |
| Dorfplatz-Brabschütz          | Brabschütz                                         |
| Dorfstraße                    | Niedergohlis                                       |
| Dorfstraße                    | Niedersedlitz                                      |
| Dorfstraße                    | Zaschendorf                                        |
| Dornblüthstraße               | Striesen                                           |
| Dörnichtweg                   | Klotzsche                                          |
| Dorothea-Erxleben-Straße      | Trachau                                            |
| Dorotheenstraße               | Oberwartha                                         |
| Dorotheenstraße               | Strehlen                                           |
| Dostojewskistraße             | Loschwitz                                          |
| Dr.-Friedrich-Wolf-Straße     | Neustadt - Stadtteil Äußere Neustadt               |
| Dr.-Külz-Ring                 | Altstadt I - Stadtteil Innere Altstadt             |
| Draesekestraße                | Blasewitz                                          |
| Dresdner Straße               | Hosterwitz                                         |
| Dresdner Straße               | Cossebaude                                         |
| Dresdner Straße               | Langebrück                                         |
| Dresdner Straße               | Obergohlis                                         |
| Dresdner Straße               | Pillnitz                                           |
| Dreyßigplatz                  | Mickten                                            |
| Duckwitzstraße                | Pieschen                                           |
| Dürerstraße                   | Altstadt II - Stadtteil Johannstadt                |
| Ebertplatz                    | Löbtau                                             |
| Ehrlichstraße                 | Altstadt I - Stadtteil Wilsdruffer Vorstadt        |
| Eibenstocker Straße           | Gruna                                              |
| Eichbergstraße                | Cossebaude                                         |
| Eichbuscher Ring              | Helfenberg                                         |
| Eichbuschweg                  | Hosterwitz                                         |
| Eichbuschweg                  | Malschendorf                                       |
| Eichstraße                    | Blasewitz                                          |
| Eigenheimstraße               | Kleinpestitz                                       |
| Eigenhufe                     | Briesnitz                                          |
| Einsteinstraße                | Altstadt II - Stadtteil Südvorstadt                |
| Eisenacher Straße             | Striesen                                           |
| Eisenbahnstraße               | Neustadt                                           |
| Eisenberger Straße            | Neustadt                                           |
| Eisenstuckstraße              | Altstadt II - Stadtteil Südvorstadt                |
| Elbeweg                       | Söbrigen                                           |
| Elbstraße                     | Obergohlis                                         |
| Elbvillenweg                  | Mickten                                            |
| Elisabeth-Boer-Straße         | Neustadt                                           |
| Elisabethstraße               | Bühlau                                             |
| Elsa-Brändström-Straße        | Strehlen                                           |
| Else-Sander-Straße            | Neustadt                                           |
| Elsterwerdaer Straße          | Prohlis                                            |
| Emerich-Ambros-Ufer           | Friedrichstadt                                     |
| Emilienstraße                 | Kaditz                                             |
| Emil-Rosenow-Straße           | Gittersee                                          |
| Emil-Ueberall-Straße          | Naußlitz                                           |
| Emil-Ueberall-Straße          | Löbtau                                             |
| Enderstraße                   | Seidnitz                                           |
| Erfurter Straße               | Neustadt                                           |
| Erich-Ponto-Straße            | Neustadt                                           |
| Erlenstraße                   | Neustadt                                           |
| Erlweinstraße                 | Altstadt II - Stadtteil Südvorstadt                |
| Ermelstraße                   | Striesen                                           |
| Erna-Berger-Straße            | Neustadt - Stadtteil Äußere Neustadt               |
| Eschdorf                      | Eschdorf                                           |
| Eschdorfer Bergstraße         | Eschdorf                                           |
| Eschebachstraße               | Pieschen                                           |
| Eschenstraße                  | Neustadt - Stadtteil Äußere Neustadt               |
| Essener Straße                | Löbtau                                             |
| Eugen-Dieterich-Straße        | Niederpoyritz                                      |
| Eutschützer Straße            | Mockritz                                           |
| F.-C.-Weiskopf-Platz          | Plauen                                             |
| Fabricestraße                 | Neustadt                                           |
| Fabrikstraße                  | Altstadt II - Stadtteil Löbtau                     |
| Fährgäßchen                   | Blasewitz                                          |
| Fährstraße                    | Laubegast                                          |
| Falkensteinplatz              | Gruna                                              |
| Fanny-Lewald-Straße           | Meußlitz                                           |
| Fechnerstraße                 | Kaditz                                             |
| Feldweg                       | Zschieren                                          |
| Felsenkellerstraße            | Coschütz                                           |
| Ferdinand-Avenarius-Straße    | Blasewitz                                          |
| Fetscherplatz                 | Altstadt II - Stadtteil Johannstadt                |
| Fetscherstraße                | Altstadt II - Stadtteil Johannstadt                |
| Fichtenstraße                 | Neustadt                                           |
| Fidelio-F.-Finke-Straße       | Loschwitz                                          |
| Fiedlerstraße                 | Altstadt II - Stadtteil Johannstadt                |
| Fischhausstraße               | Neustadt - Stadtteil Radeberger Vorstadt           |
| Fischhausstraße               | Loschwitz                                          |
| Flensburger Straße            | Stetzsch                                           |
| Fliederberg                   | Gorbitz                                            |
| Florian-Geyer-Straße          | Altstadt II - Stadtteil Johannstadt                |
| Florianstraße                 | Klotzsche                                          |
| Floßhofstraße                 | Friedrichstadt                                     |
| Flügelweg                     | Friedrichstadt                                     |
| Flughafenstraße               | Klotzsche                                          |
| Flurstraße                    | Klotzsche                                          |
| Förstereistraße               | Neustadt - Stadtteil Äußere Neustadt               |
| Försterlingstraße             | Großzschachwitz                                    |
| Forsthausstraße               | Blasewitz                                          |
| Forststraße                   | Neustadt - Stadtteil Radeberger Vorstadt           |
| Forststraße                   | Langebrück                                         |
| Forststraße                   | Weißig                                             |
| Frankenbergstraße             | Löbtau                                             |
| Frankenstraße                 | Blasewitz                                          |
| Frankenstraße                 | Striesen                                           |
| Frankfurter Straße            | Löbtau                                             |
| Franklinstraße                | Altstadt II - Stadtteil Südvorstadt                |
| Franz-Latzel-Straße           | Leuben                                             |
| Franz-Lehmann-Straße          | Mickten                                            |
| Franz-Liszt-Straße            | Strehlen                                           |
| Franz-Mehring-Straße          | Dobritz                                            |
| Franzweg                      | Kaitz                                              |
| Frauensteiner Platz           | Gruna                                              |
| Frauenstraße                  | Altstadt I - Stadtteil Innere Altstadt             |
| Fraunhoferstraße              | Trachau                                            |
| Freiberger Platz              | Altstadt I - Stadtteil Wilsdruffer Vorstadt        |
| Freiberger Straße             | Altstadt I und II - Stadtteil Wilsdruffer Vorstadt |
| Freiberger Straße             | Löbtau                                             |
| Freiheit                      | Omsewitz                                           |
| Freischützstraße              | Kleinzschachwitz                                   |
| Freundschaftsring             | Pappritz                                           |
| Freystraße                    | Kleinzschachwitz                                   |
| Friebelstraße                 | Gostritz                                           |
| Friebelstraße                 | Leubnitz-Neuostra                                  |
| Friedensallee                 | Oberwartha                                         |
| Friedensplatz                 | Blasewitz                                          |
| Friedensstraße                | Neustadt                                           |
| Friedersdorfer Weg            | Hellerau                                           |
| Friedhofsstraße               | Gittersee                                          |
| Friedhofsweg                  | Dölzschen                                          |
| Friedrich-Adolph-Sorge-Straße | Niedersedlitz                                      |
| Friedrich-August-Straße       | Niederwartha                                       |
| Friedrich-Ebert-Straße        | Niedersedlitz                                      |
| Friedrich-Hegel-Straße        | Plauen                                             |
| Friedrich-List-Platz          | Altstadt II - Stadtteil Südvorstadt                |
| Friedrichstraße               | Friedrichstadt                                     |
| Friedrich-Wieck-Straße        | Loschwitz                                          |
| Friedrich-Wolf-Straße         | Langebrück                                         |
| Friesengasse                  | Altstadt I - Stadtteil Innere Altstadt             |
| Fritz-Arndt-Platz             | Oberwartha                                         |
| Fritz-Foerster-Platz          | Altstadt II - Stadtteil Südvorstadt                |
| Fritz-Hoffmann-Straße         | Neustadt                                           |
| Fritz-Löffler-Straße          | Altstadt II - Stadtteil Südvorstadt                |
| Fritz-Meinhardt-Straße        | Kauscha                                            |
| Fritz-Reuter-Straße           | Neustadt                                           |
| Fritz-Schulze-Straße          | Löbtau                                             |
| Fröbelstraße                  | Friedrichstadt                                     |
| Frühlingsstraße               | Neustadt - Stadtteil Äußere Neustadt               |
| Fuchsbergstraße               | Lausa                                              |
| Fuchsstraße                   | Blasewitz                                          |
| Fürstenallee                  | Altstadt II - Großen Garten                        |
| Fürstenhainer Straße          | Kaditz                                             |
| Gabelsbergerstraße            | Altstadt II - Stadtteil Johannstadt                |
| Gabelsbergerstraße            | Striesen                                           |
| Galileistraße                 | Trachau                                            |
| Gambrinusstraße               | Friedrichstadt                                     |
| Gamigstraße                   | Prohlis                                            |
| Gartenheimallee               | Gruna                                              |
| Gartenheimsteg                | Gruna                                              |
| Gartenstraße                  | Niedergohlis                                       |
| Gartenstraße                  | Obergohlis                                         |
| Gartenstraße                  | Zschieren                                          |
| Gasanstaltstraße              | Reick                                              |
| Gaußstraße                    | Trachau                                            |
| Gaustritzer Straße            | Nickern                                            |
| Gautschweg                    | Blasewitz                                          |
| Gebauerstraße                 | Coschütz                                           |
| Geblerstraße                  | Trachau                                            |
| Gehestraße                    | Neustadt                                           |
| Geibelstraße                  | Kaditz                                             |
| Geinitzstraße                 | Altstadt II - Stadtteil Südvorstadt                |
| George-Bähr-Straße            | Altstadt II - Stadtteil Südvorstadt                |
| Georgenstraße                 | Neustadt                                           |
| Georg-Estler-Straße           | Klotzsche                                          |
| Georg-Marwitz-Straße          | Dobritz                                            |
| Georgplatz                    | Altstadt I - Stadtteil Seevorstadt                 |
| Georg-Schumann-Straße         | Altstadt II - Stadtteil Südvorstadt                |
| Georg-Treu-Platz              | Altstadt I - Stadtteil Innere Altstadt             |
| Georg-Wrba-Straße             | Altstadt II - Stadtteil Südvorstadt                |
| Gerader Steg                  | Gruna                                              |
| Gerhart-Hauptmann-Straße      | Langebrück                                         |
| Gerhart-Hauptmann-Straße      | Strehlen                                           |
| Gerokstraße                   | Altstadt II - Stadtteil Johannstadt                |
| Gertrud-Caspari-Straße        | Klotzsche                                          |
| Gewandhausstraße              | Altstadt I - Stadtteil Innere Altstadt             |
| Geyersgraben                  | Gorbitz                                            |
| Gitterseestraße               | Plauen                                             |
| Glacisstraße                  | Neustadt                                           |
| Glasewaldtstraße              | Striesen                                           |
| Glashütter Straße             | Striesen                                           |
| Gluckstraße                   | Altstadt II - Stadtteil Johannstadt                |
| Gmünder Straße                | Laubegast                                          |
| Gnomenstieg                   | Cossebaude                                         |
| Goetheallee                   | Blasewitz                                          |
| Goethestraße                  | Klotzsche                                          |
| Gohliser Straße               | Friedrichstadt                                     |
| Gohliser Straße               | Cotta                                              |
| Gohliser Straße               | Löbtau                                             |
| Gohliser Straße (Cossebaude)  | Cossebaude                                         |
| Gohrischstraße                | Seidnitz                                           |
| Goppelner Straße              | Leubnitz-Neuostra                                  |
| Gorbitzer Straße              | Omsewitz                                           |
| Görlitzer Straße              | Neustadt - Stadtteil Äußere Neustadt               |
| Gostritzer Straße             | Gostritz                                           |
| Gostritzer Straße             | Mockritz                                           |
| Gostritzer Straße             | Leubnitz-Neuostra                                  |
| Gothaer Straße                | Neustadt                                           |
| Gottfried-Keller-Platz        | Briesnitz                                          |
| Gottfried-Keller-Straße       | Cotta                                              |
| Gottfried-Keller-Straße       | Leutewitz                                          |
| Gottleubaer Straße            | Striesen                                           |
| Grabenwinkel                  | Gruna                                              |
| Greifswalder Straße           | Klotzsche                                          |
| Grenzstraße                   | Niedergohlis                                       |
| Grenzstraße                   | Cossebaude                                         |
| Gret-Palucca-Straße           | Altstadt II - Stadtteil Seevorstadt                |
| Grillenburger Straße          | Naußlitz                                           |
| Grillenburger Straße          | Löbtau                                             |
| Grillparzerstraße             | Cotta                                              |
| Grimmaische Straße            | Pieschen                                           |
| Grimmstraße                   | Kaditz                                             |
| Gröbelstraße                  | Löbtau                                             |
| Große Meißner Straße          | Neustadt                                           |
| Großenhainer Platz            | Neustadt                                           |
| Großenhainer Straße           | Neustadt                                           |
| Großenhainer Straße           | Pieschen                                           |
| Großenhainer Straße           | Trachau                                            |
| Großenhainer Straße           | Trachenberge                                       |
| Großglocknerstraße            | Laubegast                                          |
| Großmannstraße                | Plauen                                             |
| Großschönauer Straße          | Bühlau                                             |
| Großteichdamm                 | Lausa                                              |
| Großzschachwitzer Straße      | Großzschachwitz                                    |
| Grumbacher Straße             | Löbtau                                             |
| Grunaer Straße                | Altstadt I - Stadtteil Pirnaische Vorstadt         |
| Grunaweg                      | Niederwartha                                       |
| Grundstraße                   | Bühlau                                             |
| Grundstraße                   | Loschwitz                                          |
| Grundstraße                   | Rochwitz                                           |
| Grundstraße                   | Steinbach                                          |
| Grüne Straße                  | Altstadt I - Stadtteil Wilsdruffer Vorstadt        |
| Grüne Telle                   | Hellerau                                           |
| Grüner Weg                    | Obergohlis                                         |
| Guerickestraße                | Leuben                                             |
| Güntzplatz                    | Altstadt II - Stadtteil Johannstadt                |
| Güntzstraße                   | Altstadt I - Stadtteil Pirnaische Vorstadt         |
| Güntzstraße                   | Altstadt II - Stadtteil Johannstadt                |
| Gustav-Adolf-Straße           | Strehlen                                           |
| Gustav-Freytag-Straße         | Blasewitz                                          |
| Gustav-Hartmann-Straße        | Laubegast                                          |
| Gustav-Richter-Straße         | Trachau                                            |
| Gustav-Schwab-Straße          | Kaditz                                             |
| Gustav-Voigt-Straße           | Oberwartha                                         |
| Gutenbergstraße               | Altstadt II - Stadtteil Johannstadt                |
| Guts-Muths-Straße             | Trachau                                            |
| Gutsweg                       | Rossendorf                                         |
| Gutzkowstraße                 | Altstadt II - Stadtteil Südvorstadt                |
| Haeckelstraße                 | Räcknitz                                           |
| Haenel-Clauß-Straße           | Gruna                                              |
| Hafenstraße                   | Neustadt                                           |
| Hainsberger Straße            | Löbtau                                             |
| Hainstraße                    | Neustadt                                           |
| Hainweg                       | Weißer Hirsch                                      |
| Hakenweg                      | Lausa                                              |
| Halbkreisstraße               | Plauen                                             |
| Hallesche Straße              | Neustadt                                           |
| Halleystraße                  | Trachau                                            |
| Hallwachsstraße               | Räcknitz                                           |
| Hamburger Straße              | Friedrichstadt                                     |
| Hamburger Straße              | Cotta                                              |
| Hammeraue                     | Briesnitz                                          |
| Händelallee                   | Blasewitz                                          |
| Hansastraße                   | Neustadt                                           |
| Hans-Böheim-Straße            | Striesen                                           |
| Hans-Böhm-Straße              | Blasewitz                                          |
| Hans-Oster-Straße             | Neustadt                                           |
| Hans-Sachs-Straße             | Pieschen                                           |
| Hartigstraße                  | Neustadt                                           |
| Hartungstraße                 | Kleinzschachwitz                                   |
| Hasenberg                     | Altstadt I - Stadtteil Innere Altstadt             |
| Hässige Straße                | Cossebaude                                         |
| Hässige Straße                | Oberwartha                                         |
| Hauptallee                    | Altstadt II - Großen Garten                        |
| Hauptmannstraße               | Mickten                                            |
| Hauptstraße                   | Neustadt                                           |
| Hauptstraße                   | Cossebaude                                         |
| Hauptstraße                   | Langebrück                                         |
| Hauptstraße                   | Weißig                                             |
| Haydnstraße                   | Altstadt II - Stadtteil Johannstadt                |
| Haydnstraße                   | Striesen                                           |
| Hebbelplatz                   | Cotta                                              |
| Hechtstraße                   | Neustadt                                           |
| Heckenweg                     | Leuben                                             |
| Hegereiterstraße              | Bühlau                                             |
| Hegerstraße                   | Plauen                                             |
| Heidemühlweg                  | Bühlau                                             |
| Heidenauer Straße             | Großluga                                           |
| Heidenauer Straße             | Niedersedlitz                                      |
| Heidenschanze                 | Coschütz                                           |
| Heideparkstraße               | Loschwitz                                          |
| Heidestraße                   | Pieschen                                           |
| Heideweg                      | Hellerau                                           |
| Heiligenbornstraße            | Leubnitz-Neuostra                                  |
| Heimgarten                    | Niedersedlitz                                      |
| Heinrich-Beck-Straße          | Altstadt II - Stadtteil Johannstadt                |
| Heinrich-Cotta-Straße         | Weißer Hirsch                                      |
| Heinrich-Klemm-Weg            | Altfranken                                         |
| Heinrich-Mann-Straße          | Cossebaude                                         |
| Heinrich-Schütz-Straße        | Blasewitz                                          |
| Heinrichstraße                | Neustadt                                           |
| Heinrich-Tessenow-Weg         | Hellerau                                           |
| Heinrich-Zille-Straße         | Strehlen                                           |
| Heinz-Bongartz-Straße         | Nickern                                            |
| Helfenberger Grund            | Helfenberg                                         |
| Helgolandstraße               | Neustadt                                           |
| Hellerauer Straße             | Pieschen                                           |
| Hellerhofstraße               | Hellerberge                                        |
| Hellerhofstraße               | Trachenberge                                       |
| Helmholtzstraße               | Altstadt II - Stadtteil Südvorstadt                |
| Helmut-Schön-Allee            | Altstadt II - Stadtteil Seevorstadt                |
| Hempelstraße                  | Räcknitz                                           |
| Hempelweg                     | Bühlau                                             |
| Hendrichstraße                | Hellerau                                           |
| Hendrichstraße                | Klotzsche                                          |
| Henricistraße                 | Trachau                                            |
| Henzestraße                   | Altstadt II - Stadtteil Johannstadt                |
| Hepkeplatz                    | Gruna                                              |
| Hepkestraße                   | Seidnitz                                           |
| Herbert-Barthel-Straße        | Hosterwitz                                         |
| Herbststraße                  | Mickten                                            |
| Herderstraße                  | Strehlen                                           |
| Herkulesallee                 | Altstadt II - Großen Garten                        |
| Herkulesstraße                | Gruna                                              |
| Herltstraße                   | Langebrück                                         |
| Hermann-Große-Straße          | Niederwartha                                       |
| Hermann-Löns-Straße           | Weißig                                             |
| Hermann-Mende-Straße          | Neustadt                                           |
| Hermann-Michel-Straße         | Gittersee                                          |
| Hermann-Prell-Straße          | Loschwitz                                          |
| Hermann-Prell-Straße          | Weißer Hirsch                                      |
| Hermann-Reichelt-Straße       | Klotzsche                                          |
| Hermann-Schmitt-Platz         | Niedersedlitz                                      |
| Hermann-Seidel-Straße         | Laubegast                                          |
| Hermannstädter Straße         | Laubegast                                          |
| Hermannstraße                 | Strehlen                                           |
| Hermann-Vogel-Straße          | Loschwitz                                          |
| Hermsdorfer Allee             | Lausa                                              |
| Hermsdorfer Straße            | Löbtau                                             |
| Heroldstraße                  | Briesnitz                                          |
| Hertelstraße                  | Altstadt II - Stadtteil Johannstadt                |
| Hertzstraße                   | Leuben                                             |
| Herweghstraße                 | Briesnitz                                          |
| Hettnerstraße                 | Altstadt II - Stadtteil Südvorstadt                |
| Heubnerstraße                 | Altstadt II - Stadtteil Johannstadt                |
| Heubnerstraße                 | Striesen                                           |
| Heydenreichweg                | Leubnitz-Neuostra                                  |
| Heynahtsstraße                | Gruna                                              |
| Hietzigstraße                 | Loschwitz                                          |
| Hildebrandstraße              | Strehlen                                           |
| Hildesheimer Straße           | Trachau                                            |
| Hirschleite                   | Loschwitz                                          |
| Hirtenweg                     | Hellerau                                           |
| Hochschulstraße               | Altstadt II - Stadtteil Südvorstadt                |
| Hockeyweg                     | Söbrigen                                           |
| Hocksteinstraße               | Gruna                                              |
| Hofmannstraße                 | Blasewitz                                          |
| Hofmühlenstraße               | Plauen                                             |
| Hofwiesenstraße               | Gorbitz                                            |
| Hohe Leite                    | Hosterwitz                                         |
| Hohe Straße                   | Altstadt II - Stadtteil Südvorstadt                |
| Hohe Straße                   | Plauen                                             |
| Hohendölzschener Straße       | Dölzschen                                          |
| Hohenthalplatz                | Friedrichstadt                                     |
| Hoher Steig                   | Pillnitz                                           |
| Hoher Weg                     | Hellerau                                           |
| Hohnsteiner Straße            | Neustadt - Stadtteil Äußere Neustadt               |
| Hohnsteiner Straße            | Neustadt - Stadtteil Radeberger Vorstadt           |
| Holbeinstraße                 | Altstadt II - Stadtteil Johannstadt                |
| Holbeinstraße                 | Striesen                                           |
| Hölderlinstraße               | Cotta                                              |
| Holsteiner Straße             | Kemnitz                                            |
| Holunderweg                   | Neustadt                                           |
| Holzhofgasse                  | Neustadt                                           |
| Homiliusstraße                | Mickten                                            |
| Höntzschstraße                | Langebrück                                         |
| Hörigstraße                   | Cotta                                              |
| Hospitalstraße                | Neustadt                                           |
| Hosterwitzer Straße           | Kleinzschachwitz                                   |
| Hoyerswerdaer Straße          | Neustadt                                           |
| Hubertusstraße                | Pieschen                                           |
| Hüblerplatz                   | Striesen                                           |
| Hüblerstraße                  | Blasewitz                                          |
| Hüblerstraße                  | Striesen                                           |
| Hübnerstraße                  | Altstadt II - Stadtteil Südvorstadt                |
| Hugo-Bürkner-Straße           | Strehlen                                           |
| Hugo-Junkers-Ring             | Klotzsche                                          |
| Hühndorfer Straße             | Cotta                                              |
| Hülßestraße                   | Prohlis                                            |
| Hülßestraße                   | Reick                                              |
| Hutbergstraße                 | Rochwitz                                           |
| Huttenstraße                  | Altstadt II - Stadtteil Johannstadt                |
| Iglauer Straße                | Laubegast                                          |
| Industriestraße               | Trachau                                            |
| Institutsgasse                | Friedrichstadt                                     |
| Jacobistraße                  | Striesen                                           |
| Jägerstraße                   | Neustadt - Stadtteil Radeberger Vorstadt           |
| Jahnstiege                    | Loschwitz                                          |
| Jahnstraße                    | Altstadt I - Stadtteil Wilsdruffer Vorstadt        |
| Jakob-Weinheimer-Straße       | Langebrück                                         |
| Johannes-Brahms-Straße        | Meußlitz                                           |
| Johannesweg                   | Loschwitz                                          |
| Johann-Meyer-Straße           | Neustadt                                           |
| Jonsdorfer Straße             | Großzschachwitz                                    |
| Jordanstraße                  | Neustadt - Stadtteil Äußere Neustadt               |
| Jorge-Gomondai-Platz          | Neustadt                                           |
| Josef-Hegenbarth-Weg          | Loschwitz                                          |
| Josef-Hegenbarth-Weg          | Wachwitz                                           |
| Josef-Herrmann-Straße         | Wachwitz                                           |
| Judeichstraße                 | Loschwitz                                          |
| Jüdenhof                      | Altstadt I - Stadtteil Innere Altstadt             |
| Julius-Otto-Straße            | Strehlen                                           |
| Junghansstraße                | Gruna                                              |
| Junghansstraße                | Striesen                                           |
| Jüngststraße                  | Blasewitz                                          |
| Justinenstraße                | Blasewitz                                          |
| Kadenstraße                   | Dobritz                                            |
| Kaditzer Straße               | Übigau                                             |
| Kaitzer Straße                | Altstadt II - Stadtteil Südvorstadt                |
| Kaitzer Straße                | Plauen                                             |
| Kaitzer Weinberg              | Kaitz                                              |
| Kamenzer Straße               | Neustadt - Stadtteil Äußere Neustadt               |
| Kannenhenkelweg               | Neustadt                                           |
| Kantstraße                    | Plauen                                             |
| Kanzleigäßchen                | Altstadt I - Stadtteil Innere Altstadt             |
| Karasstraße                   | Blasewitz                                          |
| Karcherallee                  | Gruna                                              |
| Karcherallee                  | Altstadt II - Großen Garten                        |
| Karcherallee                  | Strehlen                                           |
| Karl-Liebknecht-Straße        | Hellerau                                           |
| Karlsruher Straße             | Gittersee                                          |
| Karlsruher Straße             | Coschütz                                           |
| Kärntner Weg                  | Laubegast                                          |
| Karpatenstraße                | Rochwitz                                           |
| Katharinenstraße              | Neustadt - Stadtteil Äußere Neustadt               |
| Käthe-Kollwitz-Platz          | Klotzsche                                          |
| Käthe-Kollwitz-Straße         | Cossebaude                                         |
| Käthe-Kollwitz-Straße         | Zschieren                                          |
| Käthe-Kollwitz-Ufer           | Altstadt II - Stadtteil Johannstadt                |
| Käthe-Kollwitz-Ufer           | Blasewitz                                          |
| Kaufbacher Straße             | Gorbitz                                            |
| Kaufbacher Weg                | Unkersdorf                                         |
| Keplerstraße                  | Reick                                              |
| Keppgrund                     | Helfenberg                                         |
| Keppgrund                     | Hosterwitz                                         |
| Keppgrund                     | Malschendorf                                       |
| Keppgrundstraße               | Kleinzschachwitz                                   |
| Kesselsdorfer Straße          | Gompitz                                            |
| Kesselsdorfer Straße          | Gorbitz                                            |
| Kesselsdorfer Straße          | Naußlitz                                           |
| Kesselsdorfer Straße          | Löbtau                                             |
| Kesselsdorfer Straße          | Wölfnitz                                           |
| Kieler Straße                 | Klotzsche                                          |
| Kinderhortstraße              | Coschütz                                           |
| Kipsdorfer Straße             | Striesen                                           |
| Kipsdorfer Straße             | Tolkewitz                                          |
| Kirchberg                     | Eschdorf                                           |
| Kirchenweg                    | Mobschatz                                          |
| Kirchgasse                    | Hosterwitz                                         |
| Kirchplatz                    | Laubegast                                          |
| Kirchstraße                   | Langebrück                                         |
| Kirchstraße                   | Wilschdorf                                         |
| Klagenfurter Straße           | Laubegast                                          |
| Klarastraße                   | Neustadt - Stadtteil Radeberger Vorstadt           |
| Klausenburger Straße          | Laubegast                                          |
| Kleestraße                    | Trachau                                            |
| Kleine Feldgasse              | Lausa                                              |
| Kleine Packhofstraße          | Altstadt I - Stadtteil Wilsdruffer Vorstadt        |
| Kleinhausweg                  | Gruna                                              |
| Kleinlugaer Straße            | Großluga                                           |
| Kleinzschachwitzer Straße     | Leuben                                             |
| Kleinzschachwitzer Ufer       | Kleinzschachwitz                                   |
| Kleiststraße                  | Pieschen                                           |
| Klettestraße                  | Leuben                                             |
| Klingenberger Straße          | Plauen                                             |
| Klingestraße                  | Löbtau                                             |
| Klopstockstraße               | Cotta                                              |
| Klosterteichplatz             | Leubnitz-Neuostra                                  |
| Klotzscher Hauptstraße        | Klotzsche                                          |
| Knappestraße                  | Tolkewitz                                          |
| Knoopstraße                   | Loschwitz                                          |
| Kohlenstraße                  | Coschütz                                           |
| Kohlgraben                    | Dölzschen                                          |
| Kolbestraße                   | Kaditz                                             |
| Kölner Straße                 | Naußlitz                                           |
| Königsberger Straße           | Bühlau                                             |
| Königsbrücker Landstraße      | Klotzsche                                          |
| Königsbrücker Landstraße      | Lausa                                              |
| Königsbrücker Landstraße      | Weixdorf                                           |
| Königsbrücker Platz           | Neustadt                                           |
| Königsbrücker Straße          | Hellerberge                                        |
| Königsbrücker Straße          | Neustadt - Stadtteil Äußere Neustadt               |
| Königsheimplatz               | Blasewitz                                          |
| Königsteinstraße              | Strehlen                                           |
| Königstraße                   | Neustadt                                           |
| Königsufer                    | Neustadt                                           |
| Königsweg                     | Wachwitz                                           |
| Konkordienstraße              | Neustadt                                           |
| Konkordienstraße              | Pieschen                                           |
| Könneritzstraße               | Altstadt I - Stadtteil Wilsdruffer Vorstadt        |
| Köpckestraße                  | Neustadt                                           |
| Kopernikusstraße              | Trachau                                            |
| Körnerplatz                   | Loschwitz                                          |
| Körnerweg                     | Loschwitz                                          |
| Körnerweg                     | Neustadt - Stadtteil Radeberger Vorstadt           |
| Korolenkostraße               | Klotzsche                                          |
| Kottmarstraße                 | Rochwitz                                           |
| Kötzschenbroder Straße        | Kaditz                                             |
| Kötzschenbroder Straße        | Mickten                                            |
| Kotzschweg                    | Loschwitz                                          |
| Kotzschweg                    | Wachwitz                                           |
| Krainer Straße                | Laubegast                                          |
| Krausestraße                  | Plauen                                             |
| Kreischaer Straße             | Strehlen                                           |
| Krenkelstraße                 | Altstadt II - Stadtteil Johannstadt                |
| Krenkelstraße                 | Striesen                                           |
| Kretschmerstraße              | Blasewitz                                          |
| Kreuzstraße                   | Altstadt I - Stadtteil Innere Altstadt             |
| Krieschendorfer Straße        | Krieschendorf                                      |
| Krippener Straße              | Zschieren                                          |
| Kronenstraße                  | Trachau                                            |
| Kronstädter Platz             | Laubegast                                          |
| Krügerstraße                  | Loschwitz                                          |
| Krügerstraße                  | Rochwitz                                           |
| Krumme Gasse                  | Cossebaude                                         |
| Kuckuckssteig                 | Wachwitz                                           |
| Kügelgenstraße                | Loschwitz                                          |
| Kügelgenweg                   | Lausa                                              |
| Kümmelschänkenweg             | Omsewitz                                           |
| Kunadstraße                   | Altstadt II - Stadtteil Südvorstadt                |
| Kuntschberg                   | Roßthal                                            |
| Küntzelmannstraße             | Weißer Hirsch                                      |
| Kurhausstraße                 | Kleinzschachwitz                                   |
| Kurparkstraße                 | Weißer Hirsch                                      |
| Kurt-Frölich-Straße           | Strehlen                                           |
| Kurzer Schritt                | Gruna                                              |
| Kurzer Weg                    | Hellerau                                           |
| Kyawstraße                    | Kleinzschachwitz                                   |
| Kyawstraße                    | Zschieren                                          |
| Kyffhäuserstraße              | Striesen                                           |
| Lahmannring                   | Weißer Hirsch                                      |
| Laibacher Straße              | Laubegast                                          |
| Landhausstraße                | Altstadt I - Stadtteil Innere Altstadt             |
| Lange Straße                  | Naußlitz                                           |
| Lange Zeile                   | Gruna                                              |
| Lange Zeile                   | Gruna                                              |
| Langebrücker Straße           | Klotzsche                                          |
| Langebrücker Straße           | Schönborn                                          |
| Lannerstraße                  | Strehlen                                           |
| Lärchenstraße                 | Neustadt - Stadtteil Äußere Neustadt               |
| Laubegaster Straße            | Hosterwitz                                         |
| Laubegaster Straße            | Niederpoyritz                                      |
| Laubegaster Ufer              | Laubegast                                          |
| Laubestraße                   | Striesen                                           |
| Lauensteiner Straße           | Striesen                                           |
| Lausaer Kirchgasse            | Lausa                                              |
| Lauschestraße                 | Rochwitz                                           |
| Lehmannstraße                 | Reick                                              |
| Lehnertstraße                 | Weißer Hirsch                                      |
| Leibnizstraße                 | Plauen                                             |
| Leipziger Straße              | Kaditz                                             |
| Leipziger Straße              | Mickten                                            |
| Leipziger Straße              | Neustadt                                           |
| Leipziger Straße              | Pieschen                                           |
| Leipziger Straße              | Trachau                                            |
| Leisniger Platz               | Pieschen                                           |
| Leisniger Straße              | Pieschen                                           |
| Lenbachstraße                 | Strehlen                                           |
| Lene-Glatzer-Straße           | Striesen                                           |
| Lene-Glatzer-Straße 21        | Blasewitz                                          |
| Lennéplatz                    | Altstadt II - Stadtteil Seevorstadt                |
| Leonhard-Frank-Straße         | Altstadt II - Stadtteil Südvorstadt                |
| Leonhardistraße               | Loschwitz                                          |
| Leon-Pohle-Straße             | Strehlen                                           |
| Lessingstraße                 | Neustadt                                           |
| Leßkestraße                   | Gorbitz                                            |
| Leubener Straße               | Laubegast                                          |
| Leubener Straße               | Laubegast                                          |
| Leubnitzer Straße             | Altstadt II - Stadtteil Südvorstadt                |
| Leuckartstraße                | Kaditz                                             |
| Leumerstraße                  | Löbtau                                             |
| Leutewitzer Ring              | Gorbitz                                            |
| Leutewitzer Straße            | Cotta                                              |
| Lewickistraße                 | Tolkewitz                                          |
| Lichtenbergweg                | Trachau                                            |
| Liebethaler Weg               | Gruna                                              |
| Liebigstraße                  | Altstadt II - Stadtteil Südvorstadt                |
| Liebknechtstraße              | Cossebaude                                         |
| Liebknechtstraße              | Oberwartha                                         |
| Liegauer Straße               | Langebrück                                         |
| Liliensteinstraße             | Strehlen                                           |
| Lilienthalstraße              | Leuben                                             |
| Lindenaustraße                | Altstadt II - Stadtteil Südvorstadt                |
| Lindenheim                    | Kemnitz                                            |
| Lindenplatz                   | Kemnitz                                            |
| Lingnerallee                  | Altstadt I uns II - Stadtteil Seevorstadt          |
| Lingnerplatz                  | Altstadt I - Stadtteil Seevorstadt                 |
| Linzer Straße                 | Laubegast                                          |
| Lipsiusstraße                 | Altstadt II - Stadtteil Johannstadt                |
| Liststraße                    | Neustadt                                           |
| Löbauer Straße                | Neustadt - Stadtteil Radeberger Vorstadt           |
| Löbtauer Straße               | Friedrichstadt                                     |
| Löbtauer Straße               | Löbtau                                             |
| Lockwitzer Straße             | Strehlen                                           |
| Lockwitzgrund                 | Lockwitz                                           |
| Lockwitztalstraße             | Lockwitz                                           |
| Lockwitztalstraße             | Niedersedlitz                                      |
| Lohmener Straße               | Oberpoyritz                                        |
| Lohmener Straße               | Pillnitz                                           |
| Lohrmannstraße                | Reick                                              |
| Lommatzscher Platz            | Mickten                                            |
| Lommatzscher Straße           | Mickten                                            |
| Lomnitzer Straße              | Bühlau                                             |
| Lönsweg                       | Cotta                                              |
| Löscherstraße                 | Striesen                                           |
| Loschwitzer Brücke            | Blasewitz                                          |
| Loschwitzer Brücke            | Loschwitz                                          |
| Loschwitzer Straße            | Blasewitz                                          |
| Lößnitzblick                  | Mobschatz                                          |
| Lößnitzstraße                 | Neustadt - Stadtteil Äußere Neustadt               |
| Lößnitzweg                    | Wilschdorf                                         |
| Lothringer Straße             | Altstadt I - Stadtteil Pirnaische Vorstadt         |
| Lothringer Weg                | Blasewitz                                          |
| Lotzebachstraße               | Brabschütz                                         |
| Lotzebachstraße               | Oberwartha                                         |
| Louis-Braille-Straße          | Neustadt - Stadtteil Radeberger Vorstadt           |
| Louisenstraße                 | Neustadt - Stadtteil Äußere Neustadt               |
| Löwenstraße                   | Neustadt                                           |
| Lübecker Straße               | Friedrichstadt                                     |
| Lübecker Straße               | Cotta                                              |
| Lübecker Straße               | Löbtau                                             |
| Luboldtstraße                 | Weißer Hirsch                                      |
| Ludwig-Ermold-Straße          | Altstadt II - Stadtteil Südvorstadt                |
| Ludwig-Hartmann-Straße        | Blasewitz                                          |
| Ludwig-Kossuth-Straße         | Hellerau                                           |
| Ludwig-Kugelmann-Straße       | Großzschachwitz                                    |
| Lugaer Platz                  | Großluga                                           |
| Lugaer Straße                 | Niedersedlitz                                      |
| Lugbergblick                  | Zschieren                                          |
| Lugturmstraße                 | Kleinluga                                          |
| Lukasplatz                    | Altstadt II - Stadtteil Südvorstadt                |
| Lukasstraße                   | Altstadt II - Stadtteil Südvorstadt                |
| Lungkwitzer Straße            | Niedersedlitz                                      |
| Magazinstraße                 | Neustadt                                           |
| Magdeburger Straße            | Friedrichstadt                                     |
| Maille-Bahn                   | Hosterwitz                                         |
| Maille-Bahn                   | Pillnitz                                           |
| Malerstraße                   | Loschwitz                                          |
| Malterstraße                  | Löbtau                                             |
| Manfred-von-Ardenne-Ring      | Klotzsche                                          |
| Manitiusstraße                | Friedrichstadt                                     |
| Mansfelder Straße             | Striesen                                           |
| Marie-Curie-Straße            | Mickten                                            |
| Marienallee                   | Neustadt - Stadtteil Radeberger Vorstadt           |
| Marienberger Straße           | Seidnitz                                           |
| Marienberger Straße           | Tolkewitz                                          |
| Marienbrücke                  | Neustadt                                           |
| Marienbrücke                  | Altstadt I - Stadtteil Wilsdruffer Vorstadt        |
| Marie-Simon-Straße            | Loschwitz                                          |
| Markt                         | Hellerau                                           |
| Markt                         | Schönfeld                                          |
| Marktweg                      | Briesnitz                                          |
| Markusplatz                   | Pieschen                                           |
| Markusstraße                  | Pieschen                                           |
| Marschnerstraße               | Altstadt II - Stadtteil Johannstadt                |
| Marsdorfer Hauptstraße        | Marsdorf                                           |
| Martin-Luther-Platz           | Neustadt - Stadtteil Äußere Neustadt               |
| Martin-Luther-Ring            | Mobschatz                                          |
| Martin-Luther-Straße          | Neustadt - Stadtteil Äußere Neustadt               |
| Mary-Krebs-Straße             | Strehlen                                           |
| Maternistraße                 | Altstadt I - Stadtteil Wilsdruffer Vorstadt        |
| Materniweg                    | Loschwitz                                          |
| Mathildenstraße               | Altstadt I - Stadtteil Pirnaische Vorstadt         |
| Maxener Straße                | Lockwitz                                           |
| Max-Liebermann-Straße         | Altstadt II - Stadtteil Südvorstadt                |
| Max-Hünig-Straße              | Klotzsche                                          |
| Maxim-Gorki-Straße            | Pieschen                                           |
| Maxim-Gorki-Straße            | Trachenberge                                       |
| Max-Schwan-Straße             | Oberwartha                                         |
| Maxstraße                     | Altstadt I - Stadtteil Wilsdruffer Vorstadt        |
| Maystraße                     | Blasewitz                                          |
| Medinger Straße               | Marsdorf                                           |
| Medinger Weg                  | Neustadt                                           |
| Meinhardtweg                  | Schönfeld                                          |
| Meißner Landstraße            | Briesnitz                                          |
| Meißner Landstraße            | Cotta                                              |
| Meißner Landstraße            | Stetzsch                                           |
| Meißner Straße                | Cossebaude                                         |
| Meißner Straße                | Niederwartha                                       |
| Meixstraße                    | Pillnitz                                           |
| Meixstraße                    | Reitzendorf                                        |
| Melanchthonstraße             | Neustadt                                           |
| Melitta-Bentz-Straße          | Neustadt                                           |
| Menageriestraße               | Friedrichstadt                                     |
| Mendelssohnallee              | Blasewitz                                          |
| Mengsstraße                   | Übigau                                             |
| Menzelgasse                   | Leubnitz-Neuostra                                  |
| Merbitzer Ring                | Merbitz                                            |
| Merbitzer Straße              | Kemnitz                                            |
| Merbitzer Straße              | Briesnitz                                          |
| Merseburger Straße            | Striesen                                           |
| Meschwitzstraße               | Neustadt                                           |
| Messering                     | Friedrichstadt                                     |
| Meßweg                        | Reitzendorf                                        |
| Metzer Straße                 | Neustadt                                           |
| Meußlitzer Straße             | Kleinzschachwitz                                   |
| Meußlitzer Straße             | Meußlitz                                           |
| Micktner Straße               | Trachau                                            |
| Miltitzer Straße              | Stetzsch                                           |
| Mittelsteg                    | Mockritz                                           |
| Mittelstraße                  | Schönfeld                                          |
| Mobschatzer Straße            | Cotta                                              |
| Mockritzer Straße             | Strehlen                                           |
| Mohnstraße                    | Pieschen                                           |
| Mohorner Straße               | Löbtau                                             |
| Mommsenstraße                 | Altstadt II - Stadtteil Südvorstadt                |
| Mommsenstraße                 | Räcknitz                                           |
| Mönchsholz                    | Bühlau                                             |
| Moreauweg                     | Räcknitz                                           |
| Mörikestraße 5                | Cotta                                              |
| Moritzburger Landstraße       | Trachau                                            |
| Moritzburger Platz            | Neustadt                                           |
| Moritzburger Platz            | Pieschen                                           |
| Moritzburger Straße           | Neustadt                                           |
| Moritzburger Weg              | Hellerau                                           |
| Moritzstraße                  | Langebrück                                         |
| Mosenstraße                   | Striesen                                           |
| Mügelner Straße               | Reick                                              |
| Mühlenstraße                  | Niedersedlitz                                      |
| Mühlfeld                      | Schönfeld                                          |
| Müllerbrunnenstraße           | Plauen                                             |
| Münchner Platz                | Altstadt II - Stadtteil Südvorstadt                |
| Münchner Straße               | Altstadt II - Stadtteil Südvorstadt                |
| Münchner Straße               | Plauen                                             |
| Münzgasse                     | Altstadt I - Stadtteil Innere Altstadt             |
| Münzmeisterstraße             | Kleinpestitz                                       |
| Münzmeisterstraße             | Mockritz                                           |
| Münzteichweg                  | Mockritz                                           |
| Nachtflügelweg                | Bühlau                                             |
| Nachtflügelweg                | Weißer Hirsch                                      |
| Nagelstraße                   | Tolkewitz                                          |
| Naumannstraße                 | Blasewitz                                          |
| Naundorfer Straße             | Mickten                                            |
| Nelkenstraße                  | Niedersedlitz                                      |
| Nesselgrundweg                | Klotzsche                                          |
| Nesselgrundweg                | Dresdner Heide                                     |
| Neuberinstraße                | Laubegast                                          |
| Neubertstraße                 | Altstadt II - Stadtteil Johannstadt                |
| Neubühlauer Straße            | Bühlau                                             |
| Neugersdorfer Straße          | Bühlau                                             |
| Neugersdorfer Straße          | Loschwitz                                          |
| Neukircher Straße             | Bühlau                                             |
| Neumarkt                      | Altstadt I - Stadtteil Innere Altstadt             |
| Neunimptscher Straße          | Gorbitz                                            |
| Neuostra                      | Leubnitz-Neuostra                                  |
| Neustädter Markt              | Neustadt                                           |
| Nicodéstraße                  | Langebrück                                         |
| Niederauer Platz              | Neustadt                                           |
| Niederpoyritzer Straße        | Laubegast                                          |
| Niedersedlitzer Straße        | Niedersedlitz                                      |
| Niederwaldplatz               | Blasewitz                                          |
| Niederwaldplatz               | Striesen                                           |
| Niederwaldstraße              | Striesen                                           |
| Nieritzstraße                 | Neustadt                                           |
| Nordstraße                    | Neustadt - Stadtteil Äußere Neustadt               |
| Nordstraße                    | Neustadt - Stadtteil Radeberger Vorstadt           |
| Nordweg                       | Schönfeld                                          |
| Nöthnitzer Straße             | Plauen                                             |
| Nürnberger Straße             | Altstadt II - Stadtteil Südvorstadt                |
| Oberauer Straße               | Neustadt                                           |
| Obere Bergstraße              | Cossebaude                                         |
| Oberer Kreuzweg               | Neustadt                                           |
| Obergraben                    | Neustadt                                           |
| Oberlandstraße                | Brabschütz                                         |
| Oberwachwitzer Weg            | Wachwitz                                           |
| Oberwarthaer Straße           | Niederwartha                                       |
| Ockerwitzer Allee             | Gompitz                                            |
| Ockerwitzer Allee             | Ockerwitz                                          |
| Ockerwitzer Dorfstraße        | Ockerwitz                                          |
| Ockerwitzer Straße            | Cotta                                              |
| Ockerwitzer Straße            | Leutewitz                                          |
| Ockerwitzer Weg               | Merbitz                                            |
| Oederaner Straße              | Löbtau                                             |
| Oehmestraße                   | Blasewitz                                          |
| Ohlsche                       | Wachwitz                                           |
| Olbernhauer Straße            | Wölfnitz                                           |
| Olbersdorfer Straße           | Bühlau                                             |
| Olbrichtplatz                 | Neustadt                                           |
| Orangeriestraße               | Pillnitz                                           |
| Oschatzer Straße              | Neustadt                                           |
| Oschatzer Straße              | Pieschen                                           |
| Oskar-Mai-Straße              | Naußlitz                                           |
| Oskar-Pletsch-Straße          | Loschwitz                                          |
| Oskar-Röder-Straße            | Reick                                              |
| Oskar-Röder-Straße            | Seidnitz                                           |
| Oskar-Seyffert-Straße         | Gittersee                                          |
| Oskarstraße                   | Strehlen                                           |
| Oskar-Zwintscher-Straße       | Loschwitz                                          |
| Osterbergstraße               | Pieschen                                           |
| Österreicher Straße           | Laubegast                                          |
| Österreicher Straße           | Tolkewitz                                          |
| Ostra-Allee                   | Altstadt I - Stadtteil Wilsdruffer Vorstadt        |
| Ottendorfer Straße            | Neustadt                                           |
| Otto-Harzer-Straße            | Altfranken                                         |
| Ottostraße                    | Neustadt                                           |
| Overbeckstraße                | Mickten                                            |
| Oybiner Straße                | Bühlau                                             |
| Palaisplatz                   | Neustadt                                           |
| Pappritzer Straße             | Gönnsdorf                                          |
| Pappritzer Straße             | Rochwitz                                           |
| Pappritzer Weg                | Niederpoyritz                                      |
| Paradiesstraße                | Zschertnitz                                        |
| Pastor-Roller-Straße          | Lausa                                              |
| Patrice-Lumumba-Straße        | Altstadt II - Stadtteil Südvorstadt                |
| Paul-Schwarze-Straße          | Neustadt                                           |
| Paulstraße                    | Neustadt - Stadtteil Äußere Neustadt               |
| Paulusplatz                   | Blasewitz                                          |
| Paul-Wicke-Straße             | Weixdorf                                           |
| Pennricher Straße             | Friedrichstadt                                     |
| Pennricher Straße             | Cotta                                              |
| Pennricher Straße             | Löbtau                                             |
| Peschelstraße                 | Kaditz                                             |
| Pestalozziplatz               | Neustadt                                           |
| Pesterwitzer Straße           | Gorbitz                                            |
| Pestitzer Straße              | Plauen                                             |
| Peter-Schmoll-Straße          | Kleinzschachwitz                                   |
| Pfaffendorfer Straße          | Niedersedlitz                                      |
| Pfaffensteinstraße            | Strehlen                                           |
| Pfarrer-Schneider-Straße      | Niedersedlitz                                      |
| Pfotenhauerstraße             | Altstadt II - Stadtteil Johannstadt                |
| Pieschener Allee              | Friedrichstadt                                     |
| Pietzschstraße                | Naußlitz                                           |
| Pillnitzer Landstraße         | Hosterwitz                                         |
| Pillnitzer Landstraße         | Niederpoyritz                                      |
| Pillnitzer Landstraße         | Loschwitz                                          |
| Pillnitzer Landstraße         | Wachwitz                                           |
| Pillnitzer Platz              | Pillnitz                                           |
| Pillnitzer Straße             | Altstadt I - Stadtteil Pirnaische Vorstadt         |
| Pillnitzer Straße             | Weißig                                             |
| Pirnaer Landstraße            | Großzschachwitz                                    |
| Pirnaer Landstraße            | Dobritz                                            |
| Pirnaer Landstraße            | Leuben                                             |
| Pirnaer Landstraße            | Sporbitz                                           |
| Pirnaer Straße                | Eschdorf                                           |
| Plantagenweg                  | Niederpoyritz                                      |
| Platanenstraße                | Trachau                                            |
| Plattleite                    | Loschwitz                                          |
| Plattleite                    | Weißer Hirsch                                      |
| Platz des Friedens            | Lausa                                              |
| Plauenscher Ring              | Plauen                                             |
| Podemuser Hauptstraße         | Podemus                                            |
| Podemuser Ring                | Podemus                                            |
| Podemusstraße                 | Stetzsch                                           |
| Poetenweg                     | Niedersedlitz                                      |
| Pohlandplatz                  | Striesen                                           |
| Pohlandstraße                 | Blasewitz                                          |
| Pohlandstraße                 | Striesen                                           |
| Polenzstraße                  | Blasewitz                                          |
| Possendorfer Straße           | Kaitz                                              |
| Postgang                      | Gruna                                              |
| Postgang                      | Gruna                                              |
| Postplatz                     | Altstadt I - Stadtteil Innere Altstadt             |
| Poststraße                    | Löbtau                                             |
| Potschappler Straße           | Gittersee                                          |
| Prager Straße                 | Altstadt I - Stadtteil Seevorstadt                 |
| Prellerstraße                 | Blasewitz                                          |
| Prellerstraße                 | Striesen                                           |
| Preußerstraße                 | Lockwitz                                           |
| Preußstraße                   | Loschwitz                                          |
| Prießnitzstraße               | Neustadt - Stadtteil Äußere Neustadt               |
| Prießnitzstraße               | Neustadt - Stadtteil Radeberger Vorstadt           |
| Privatweg                     | Großzschachwitz                                    |
| Prof.-Billroth-Straße         | Niedersedlitz                                      |
| Prof.-Ricker-Straße           | Seidnitz                                           |
| Prof.-von-Finck-Straße        | Klotzsche                                          |
| Prohliser Straße              | Reick                                              |
| Provianthofstraße             | Neustadt                                           |
| Pulsnitzer Straße             | Neustadt - Stadtteil Äußere Neustadt               |
| Putjatinstraße                | Kleinzschachwitz                                   |
| Querallee                     | Altstadt II - Großen Garten                        |
| Quohrener Straße              | Bühlau                                             |
| Rabenauer Straße              | Löbtau                                             |
| Räcknitzhöhe                  | Räcknitz                                           |
| Radeberger Landstraße         | Dresdner Heide                                     |
| Radeberger Straße             | Neustadt - Stadtteil Radeberger Vorstadt           |
| Radeberger Straße             | Langebrück                                         |
| Radeberger Straße             | Weißig                                             |
| Radeburger Straße             | Trachenberge                                       |
| Rähnitzer Mühlweg             | Weixdorf                                           |
| Rähnitzgasse                  | Neustadt                                           |
| Rahnstraße                    | Trachau                                            |
| Raimundstraße                 | Cotta                                              |
| Rankestraße                   | Kaditz                                             |
| Rathausplatz                  | Altstadt I - Stadtteil Innere Altstadt             |
| Rathenauplatz                 | Altstadt I - Stadtteil Pirnaische Vorstadt         |
| Rauchstraße                   | Mickten                                            |
| Rayskistraße                  | Strehlen                                           |
| Reckestraße                   | Plauen                                             |
| Regerstraße                   | Blasewitz                                          |
| Rehefelder Straße             | Pieschen                                           |
| Reichenbachstraße             | Altstadt II - Stadtteil Südvorstadt                |
| Reichenberger Straße          | Trachau                                            |
| Reicker Straße                | Reick                                              |
| Reicker Straße                | Strehlen                                           |
| Reineckeweg                   | Wilschdorf                                         |
| Reinhold-Becker-Straße        | Blasewitz                                          |
| Reinickstraße                 | Altstadt II - Stadtteil Johannstadt                |
| Reisewitzer Straße            | Löbtau                                             |
| Reisstraße                    | Leuben                                             |
| Reisstraße                    | Niedersedlitz                                      |
| Renkstraße                    | Altstadt II - Stadtteil Südvorstadt                |
| Rennersdorfer Hauptstraße     | Rennersdorf                                        |
| Rethelstraße                  | Mickten                                            |
| Rethelstraße                  | Übigau                                             |
| Richard-Rösch-Straße          | Trachau                                            |
| Riegelplatz                   | Kaditz                                             |
| Riesaer Straße                | Pieschen                                           |
| Rietzstraße                   | Mickten                                            |
| Rietzstraße                   | Trachau                                            |
| Ringstraße                    | Altstadt I - Stadtteil Innere Altstadt             |
| Rißweg                        | Loschwitz                                          |
| Rißweg                        | Weißer Hirsch                                      |
| Ritzenbergstraße              | Altstadt I - Stadtteil Wilsdruffer Vorstadt        |
| Robert-Berndt-Straße          | Leuben                                             |
| Robert-Berndt-Straße          | Niedersedlitz                                      |
| Robert-Blum-Straße            | Neustadt                                           |
| Robert-Diez-Straße            | Loschwitz                                          |
| Robert-Koch-Straße            | Strehlen                                           |
| Robert-Matzke-Straße          | Pieschen                                           |
| Robert-Weber-Straße           | Dölzschen                                          |
| Rockauer Ring                 | Helfenberg                                         |
| Rockauer Straße               | Niederpoyritz                                      |
| Röderauer Straße              | Neustadt                                           |
| Röhrsdorfer Straße            | Lockwitz                                           |
| Roitzscher Dorfstraße         | Roitzsch                                           |
| Roquettestraße                | Briesnitz                                          |
| Roquettestraße                | Cotta                                              |
| Rosa-Luxemburg-Platz          | Neustadt                                           |
| Rosa-Menzer-Straße            | Striesen                                           |
| Roscherstraße                 | Kaditz                                             |
| Rosenstraße                   | Altstadt II - Stadtteil Wilsdruffer Vorstadt       |
| Rosenthaler Straße            | Großzschachwitz                                    |
| Rosentitzer Straße            | Gostritz                                           |
| Rosenweg                      | Niedersedlitz                                      |
| Rosinendörfchen               | Eschdorf                                           |
| Rossendorfer Straße           | Bühlau                                             |
| Roßmäßlerstraße               | Trachau                                            |
| Roßthaler Straße              | Friedrichstadt                                     |
| Rostocker Straße              | Klotzsche                                          |
| Rothenburger Straße           | Neustadt - Stadtteil Äußere Neustadt               |
| Rothermundtstraße             | Gruna                                              |
| Rückertstraße                 | Pieschen                                           |
| Rüdesheimer Straße            | Naußlitz                                           |
| Rudolf-Förster-Straße         | Oberwartha                                         |
| Rudolf-Leonhard-Straße        | Neustadt                                           |
| Rudolf-Mauersberger-Straße    | Altstadt II - Stadtteil Johannstadt                |
| Rudolf-Renner-Straße          | Cotta                                              |
| Rudolf-Renner-Straße          | Löbtau                                             |
| Rudolfstraße                  | Neustadt                                           |
| Rudolf-Zwintscher-Straße      | Laubegast                                          |
| Rugestraße                    | Altstadt II - Stadtteil Südvorstadt                |
| Ruscheweg                     | Hellerau                                           |
| Saalhausener Straße           | Naußlitz                                           |
| Saalhausener Straße           | Löbtau                                             |
| Saalhausener Straße           | Roßthal                                            |
| Saarplatz                     | Coschütz                                           |
| Saarstraße                    | Coschütz                                           |
| Sachsdorfer Straße            | Cotta                                              |
| Sachsenwerkstraße             | Leuben                                             |
| Sachsenwerkstraße             | Niedersedlitz                                      |
| Salbachstraße                 | Tolkewitz                                          |
| Salzburger Straße             | Laubegast                                          |
| Sandweg                       | Reitzendorf                                        |
| Saxoniastraße                 | Löbtau                                             |
| Saydaer Straße                | Niedersedlitz                                      |
| Scariastraße                  | Blasewitz                                          |
| Schädestraße                  | Loschwitz                                          |
| Schäferstraße                 | Friedrichstadt                                     |
| Schandauer Straße             | Blasewitz                                          |
| Schandauer Straße             | Striesen                                           |
| Schanzenstraße                | Neustadt                                           |
| Scharfenberger Straße         | Kaditz                                             |
| Scharfenberger Straße         | Mickten                                            |
| Scharfenberger Straße         | Übigau                                             |
| Schaufußstraße                | Blasewitz                                          |
| Schelsstraße                  | Weixdorf                                           |
| Scheunenhofstraße             | Neustadt - Stadtteil Äußere Neustadt               |
| Schevenstraße                 | Loschwitz                                          |
| Schießgasse                   | Altstadt I - Stadtteil Innere Altstadt             |
| Schilfweg                     | Seidnitz                                           |
| Schillerplatz                 | Blasewitz                                          |
| Schillerplatz                 | Langebrück                                         |
| Schillerstraße                | Niedergohlis                                       |
| Schillerstraße                | Loschwitz                                          |
| Schillingplatz                | Löbtau                                             |
| Schleiermacherstraße          | Plauen                                             |
| Schlesischer Platz            | Neustadt - Stadtteil Äußere Neustadt               |
| Schlömilchstraße              | Tolkewitz                                          |
| Schloßplatz                   | Altstadt I - Stadtteil Innere Altstadt             |
| Schlüterstraße                | Gruna                                              |
| Schlüterstraße                | Striesen                                           |
| Schneebergstraße              | Gruna                                              |
| Schnorrstraße                 | Altstadt II - Stadtteil Südvorstadt                |
| Schoberstraße                 | Laubegast                                          |
| Schönbrunnstraße              | Neustadt - Stadtteil Äußere Neustadt               |
| Schönfelder Landstraße        | Gönnsdorf                                          |
| Schönfelder Straße            | Neustadt - Stadtteil Äußere Neustadt               |
| Schopenhauerstraße            | Plauen                                             |
| Schrammsteinstraße            | Gruna                                              |
| Schubertstraße                | Altstadt II - Stadtteil Johannstadt                |
| Schubertstraße                | Blasewitz                                          |
| Schulberg                     | Briesnitz                                          |
| Schullwitzer Straße           | Reitzendorf                                        |
| Schulstraße                   | Gittersee                                          |
| Schulstraße                   | Cossebaude                                         |
| Schulstraße                   | Pappritz                                           |
| Schulweg                      | Pillnitz                                           |
| Schulze-Delitzsch-Straße      | Tolkewitz                                          |
| Schützengasse                 | Altstadt I - Stadtteil Wilsdruffer Vorstadt        |
| Schützenhofstraße             | Trachau                                            |
| Schützenhofstraße             | Trachenberge                                       |
| Schützenplatz                 | Altstadt I - Stadtteil Wilsdruffer Vorstadt        |
| Schweizer Straße              | Altstadt II - Stadtteil Südvorstadt                |
| Schweizstraße                 | Großzschachwitz                                    |
| Schwenkstraße                 | Wachwitz                                           |
| Schwepnitzer Straße           | Neustadt - Stadtteil Äußere Neustadt               |
| Schweriner Straße             | Friedrichstadt                                     |
| Schweriner Straße             | Altstadt I - Stadtteil Wilsdruffer Vorstadt        |
| Schwindstraße                 | Übigau                                             |
| Sebastian-Bach-Straße         | Blasewitz                                          |
| Sebastian-Bach-Straße         | Striesen                                           |
| Sebnitzer Straße              | Neustadt - Stadtteil Äußere Neustadt               |
| Seegärten                     | Stetzsch                                           |
| Seestraße                     | Altstadt I - Stadtteil Innere Altstadt             |
| Seewiesenweg                  | Kaditz                                             |
| Seidelbaststraße              | Meußlitz                                           |
| Seidnitzer Straße             | Altstadt I - Stadtteil Pirnaische Vorstadt         |
| Seifersdorfer Straße          | Neustadt                                           |
| Seifersdorfer Straße          | Schönborn                                          |
| Seitenstraße                  | Neustadt                                           |
| Selliner Straße               | Klotzsche                                          |
| Seminarstraße                 | Friedrichstadt                                     |
| Semmelweisstraße              | Friedrichstadt                                     |
| Semperstraße                  | Altstadt II - Stadtteil Südvorstadt                |
| Serkowitzer Straße            | Kaditz                                             |
| Seumestraße                   | Pieschen                                           |
| Seußlitzer Straße             | Briesnitz                                          |
| Sickingenstraße               | Striesen                                           |
| Sierksstraße                  | Loschwitz                                          |
| Silberfund                    | Gorbitz                                            |
| Silberweg                     | Weißer Hirsch                                      |
| Simrockstraße                 | Blasewitz                                          |
| Söbrigener Straße             | Pillnitz                                           |
| Söbrigener Straße             | Söbrigen                                           |
| Sonnenlehne                   | Briesnitz                                          |
| Sophienstraße                 | Altstadt I - Stadtteil Innere Altstadt             |
| Sorbenstraße                  | Dobritz                                            |
| Sosaer Straße                 | Niedersedlitz                                      |
| Spenerstraße                  | Striesen                                           |
| Spiegelweg                    | Eschdorf                                           |
| Spitzhausstraße               | Kaditz                                             |
| Spitzwegstraße                | Leubnitz-Neuostra                                  |
| Spohrstraße                   | Blasewitz                                          |
| Sportplatzstraße              | Niedersedlitz                                      |
| St. Petersburger Straße       | Altstadt I - Stadtteil Innere Altstadt             |
| St. Petersburger Straße       | Altstadt I - Stadtteil Seevorstadt                 |
| Stadtgutstraße                | Räcknitz                                           |
| Stadtweg                      | Roßthal                                            |
| Staffelsteinstraße            | Niederpoyritz                                      |
| Stangestraße                  | Weißer Hirsch                                      |
| Stauffenbergallee             | Neustadt - Stadtteil Äußere Neustadt               |
| Stauseeweg                    | Rennersdorf                                        |
| Stechgrundstraße              | Weißer Hirsch                                      |
| Steglichstraße                | Loschwitz                                          |
| Steinbacher Grundstraße       | Steinbach                                          |
| Steinbacher Straße            | Cotta                                              |
| Steinbacher Straße            | Leutewitz                                          |
| Steinheilstraße               | Trachau                                            |
| Steirische Straße             | Laubegast                                          |
| Stendaler Straße              | Klotzsche                                          |
| Stephanstraße                 | Trachau                                            |
| Stephensonstraße              | Leuben                                             |
| Sternplatz                    | Altstadt I - Stadtteil Seevorstadt                 |
| Sternstraße                   | Mickten                                            |
| Stetzscher Straße             | Neustadt                                           |
| Stiehlerstraße                | Dresdner Heide                                     |
| Stiehlerstraße                | Langebrück                                         |
| Stöckelstraße                 | Neustadt                                           |
| Stollestraße                  | Naußlitz                                           |
| Stollestraße                  | Löbtau                                             |
| Stolpener Straße              | Neustadt - Stadtteil Radeberger Vorstadt           |
| Storchenneststraße            | Kleinzschachwitz                                   |
| Stralsunder Straße            | Klotzsche                                          |
| Straße des 17. Juni           | Leuben                                             |
| Straße des 17. Juni           | Niedersedlitz                                      |
| Straße des Friedens           | Pappritz                                           |
| Straußstraße                  | Loschwitz                                          |
| Strehlener Platz              | Altstadt II - Stadtteil Südvorstadt                |
| Strehlener Straße             | Altstadt II - Stadtteil Südvorstadt                |
| Stresemannplatz               | Altstadt II - Stadtteil Johannstadt                |
| Stresemannplatz               | Striesen                                           |
| Striesener Straße             | Altstadt II - Stadtteil Johannstadt                |
| Struppener Straße             | Meußlitz                                           |
| Struppener Straße             | Zschieren                                          |
| Stübelallee                   | Altstadt II - Stadtteil Johannstadt                |
| Stübelallee                   | Altstadt II - Großen Garten                        |
| Sudetenstraße                 | Laubegast                                          |
| Sudhausweg                    | Neustadt - Stadtteil Radeberger Vorstadt           |
| Südhöhe                       | Kleinpestitz                                       |
| Südhöhe                       | Mockritz                                           |
| Südstraße                     | Niedergohlis                                       |
| Südstraße                     | Weißig                                             |
| Talstraße                     | Neustadt - Stadtteil Äußere Neustadt               |
| Talstraße                     | Cossebaude                                         |
| Talstraße                     | Weißig                                             |
| Tannenstraße                  | Neustadt                                           |
| Tännichtgrundstraße           | Niederwartha                                       |
| Tännichtweg                   | Hellerau                                           |
| Taschenberg                   | Altstadt I - Stadtteil Innere Altstadt             |
| Tauernstraße                  | Laubegast                                          |
| Tauscherstraße                | Blasewitz                                          |
| Teichplatz                    | Kleinluga                                          |
| Teichstraße                   | Trachau                                            |
| Teichweg                      | Unkersdorf                                         |
| Teplitzer Straße              | Mockritz                                           |
| Teplitzer Straße              | Altstadt II - Stadtteil Südvorstadt                |
| Teplitzer Straße              | Strehlen                                           |
| Terrassenufer                 | Altstadt I - Stadtteil Innere Altstadt             |
| Terrassenufer                 | Altstadt I - Stadtteil Wilsdruffer Vorstadt        |
| Terscheckstraße               | Altstadt II - Stadtteil Johannstadt                |
| Tetschener Straße             | Gruna                                              |
| Teutoburgstraße               | Altstadt II - Stadtteil Johannstadt                |
| Tharandter Straße             | Dölzschen                                          |
| Tharandter Straße             | Löbtau                                             |
| Tharandter Straße             | Plauen                                             |
| Thäterstraße                  | Übigau                                             |
| Theaterplatz                  | Altstadt I - Stadtteil Innere Altstadt             |
| Theaterstraße                 | Altstadt I - Stadtteil Wilsdruffer Vorstadt        |
| Theodorstraße                 | Tolkewitz                                          |
| Therese-Malten-Straße         | Zschieren                                          |
| Theresienstraße               | Neustadt                                           |
| Thielaustraße                 | Blasewitz                                          |
| Thielaustraße                 | Striesen                                           |
| Thomas-Müntzer-Platz          | Altstadt II - Stadtteil Johannstadt                |
| Tichatscheckstraße            | Pieschen                                           |
| Tichatscheckstraße            | Trachau                                            |
| Tichystraße                   | Klotzsche                                          |
| Tieckstraße                   | Neustadt                                           |
| Tiergartenstraße              | Strehlen                                           |
| Timaeusstraße                 | Neustadt - Stadtteil Äußere Neustadt               |
| Tittmannstraße                | Striesen                                           |
| Toeplerstraße                 | Tolkewitz                                          |
| Tögelstraße                   | Lockwitz                                           |
| Tolkewitzer Straße            | Blasewitz                                          |
| Tolkewitzer Straße            | Tolkewitz                                          |
| Tolstoistraße                 | Loschwitz                                          |
| Torgauer Straße               | Pieschen                                           |
| Tornaer Straße                | Prohlis                                            |
| Tornaer Straße                | Reick                                              |
| Tornaer Straße                | Torna                                              |
| Trachauer Straße              | Mickten                                            |
| Trachenberger Straße          | Pieschen                                           |
| Traubestraße 3                | Blasewitz                                          |
| Trentzschweg                  | Trachau                                            |
| Trieskestraße                 | Zschieren                                          |
| Trinitatisplatz               | Altstadt II - Stadtteil Johannstadt                |
| Trobischstraße                | Trachau                                            |
| Troppauer Straße              | Laubegast                                          |
| Tzschimmerstraße              | Striesen                                           |
| Tzschirnerplatz               | Altstadt I - Stadtteil Innere Altstadt             |
| Übigauer Fährweg              | Friedrichstadt                                     |
| Übigauer Straße               | Kaditz                                             |
| Uhdestraße                    | Leubnitz-Neuostra                                  |
| Uhlandstraße                  | Altstadt II - Stadtteil Südvorstadt                |
| Ullersdorfer Landstraße       | Weißig                                             |
| Ullersdorfer Platz            | Bühlau                                             |
| Ullersdorfer Straße           | Bühlau                                             |
| Ulrichstraße                  | Loschwitz                                          |
| Unkersdorfer Straße           | Friedrichstadt                                     |
| Unkersdorfer Straße           | Cotta                                              |
| Unterer Kreuzweg              | Neustadt                                           |
| Urnenstraße                   | Lockwitz                                           |
| Uthmannstraße                 | Gorbitz                                            |
| Uttewalder Straße             | Gruna                                              |
| Valtenbergstraße              | Rochwitz                                           |
| Van-Gogh-Straße               | Hosterwitz                                         |
| Veilchenstraße                | Niedersedlitz                                      |
| Veilchenweg                   | Loschwitz                                          |
| Veteranenstraße               | Trachau                                            |
| Vierlinden                    | Briesnitz                                          |
| Villacher Straße              | Laubegast                                          |
| Virchowstraße                 | Pieschen                                           |
| Virchowstraße                 | Trachau                                            |
| Vogesenweg                    | Blasewitz                                          |
| Voglerstraße                  | Blasewitz                                          |
| Voglerstraße                  | Striesen                                           |
| Volkersdorfer Straße          | Pieschen                                           |
| Vollmarstraße                 | Dobritz                                            |
| Vollsackstraße                | Gruna                                              |
| Vorwerkstraße                 | Friedrichstadt                                     |
| Voßstraße                     | Strehlen                                           |
| Wachbergstraße                | Rochwitz                                           |
| Wachsbleichstraße             | Friedrichstadt                                     |
| Wächterstraße                 | Kaditz                                             |
| Wachwitzer Bergstraße         | Niederpoyritz                                      |
| Wachwitzer Bergstraße         | Wachwitz                                           |
| Wachwitzer Weinberg           | Wachwitz                                           |
| Wachwitzgrund                 | Rochwitz                                           |
| Wachwitzgrund                 | Wachwitz                                           |
| Wägnerstraße                  | Blasewitz                                          |
| Wahnsdorfer Straße            | Trachau                                            |
| Waisenhausstraße              | Altstadt I - Stadtteil Innere Altstadt             |
| Waldemarstraße                | Kaditz                                             |
| Waldheimer Straße             | Löbtau                                             |
| Waldhofstraße                 | Wilschdorf                                         |
| Waldmüllerstraße              | Wachwitz                                           |
| Waldparkstraße                | Blasewitz                                          |
| Waldschlößchenstraße          | Neustadt - Stadtteil Radeberger Vorstadt           |
| Waldstraße                    | Pieschen                                           |
| Wallgäßchen                   | Neustadt                                           |
| Wallotstraße                  | Altstadt II - Stadtteil Johannstadt                |
| Wallstraße                    | Altstadt I - Stadtteil Innere Altstadt             |
| Waltherstraße                 | Friedrichstadt                                     |
| Warnemünder Straße            | Wilschdorf                                         |
| Warthaer Straße               | Briesnitz                                          |
| Warthaer Straße               | Cotta                                              |
| Warthaer Straße               | Leutewitz                                          |
| Warthaer Straße               | Omsewitz                                           |
| Wasaplatz                     | Strehlen                                           |
| Wasserwerkstraße              | Hosterwitz                                         |
| Weberplatz                    | Altstadt II - Stadtteil Südvorstadt                |
| Wehlener Straße               | Blasewitz                                          |
| Wehlener Straße               | Seidnitz                                           |
| Wehlener Straße               | Tolkewitz                                          |
| Wehrsdorfer Straße            | Bühlau                                             |
| Weidentalstraße               | Cotta                                              |
| Weimarische Straße            | Neustadt                                           |
| Weinbergstraße                | Trachenberge                                       |
| Weinbergstraße (Cossebaude)   | Cossebaude                                         |
| Weinbergsweg                  | Oberpoyritz                                        |
| Weinböhlaer Straße            | Neustadt                                           |
| Weinböhlaer Straße            | Pieschen                                           |
| Weinleite                     | Loschwitz                                          |
| Weintraubenstraße             | Neustadt                                           |
| Weißbachstraße                | Räcknitz                                           |
| Weiße Gasse                   | Altstadt I - Stadtteil Innere Altstadt             |
| Weißenberger Straße           | Bühlau                                             |
| Weißeritzstraße               | Friedrichstadt                                     |
| Weißiger Straße               | Langebrück                                         |
| Weißiger Straße               | Schullwitz                                         |
| Weistropper Straße            | Briesnitz                                          |
| Weistropper Straße            | Niederwartha                                       |
| Weixdorfer Rathausplatz       | Lausa                                              |
| Weixdorfer Straße             | Pieschen                                           |
| Weixdorfer Straße             | Trachau                                            |
| Weltestraße                   | Kemnitz                                            |
| Wendel-Hipler-Straße          | Naußlitz                                           |
| Wendel-Hipler-Straße          | Wölfnitz                                           |
| Werner-Hartmann-Straße        | Neustadt                                           |
| Wernerplatz                   | Löbtau                                             |
| Westendring                   | Kleinpestitz                                       |
| Westendstraße                 | Plauen                                             |
| Wetroer Straße                | Bühlau                                             |
| Wettiner Platz                | Altstadt I - Stadtteil Wilsdruffer Vorstadt        |
| Wiener Platz                  | Altstadt I - Stadtteil Seevorstadt                 |
| Wiener Straße                 | Altstadt I und II - Stadtteil Seevorstadt          |
| Wiener Straße                 | Strehlen                                           |
| Wiesbadener Straße            | Naußlitz                                           |
| Wiesbadener Straße            | Löbtau                                             |
| Wigardstraße                  | Neustadt                                           |
| Wildbergstraße                | Stetzsch                                           |
| Wilder-Mann-Straße            | Trachau                                            |
| Wilhelm-Buck-Straße           | Neustadt                                           |
| Wilhelm-Franke-Straße         | Leubnitz-Neuostra                                  |
| Wilhelm-Franke-Straße         | Strehlen                                           |
| Wilhelm-Franz-Straße          | Cotta                                              |
| Wilhelminenstraße             | Loschwitz                                          |
| Wilhelm-Liebknecht-Straße     | Reick                                              |
| Wilhelm-Weitling-Straße       | Zschieren                                          |
| Wilhelm-Wolf-Straße           | Pillnitz                                           |
| Wilischstraße                 | Tolkewitz                                          |
| Wilsdruffer Straße            | Altstadt I - Stadtteil Innere Altstadt             |
| Wilthener Straße              | Bühlau                                             |
| Winckelmannstraße             | Altstadt II - Stadtteil Südvorstadt                |
| Windbergstraße                | Coschütz                                           |
| Windmühlenweg                 | Obergohlis                                         |
| Winterbergstraße              | Gruna                                              |
| Winterbergstraße              | Reick                                              |
| Winterbergstraße              | Seidnitz                                           |
| Winterbergstraße              | Strehlen                                           |
| Wintergartenstraße            | Altstadt II - Stadtteil Johannstadt                |
| Wittenberger Straße           | Striesen                                           |
| Wöhlerstraße                  | Trachau                                            |
| Wölfnitzstraße                | Friedrichstadt                                     |
| Wolfsgasse                    | Neustadt                                           |
| Wolfshügelstraße              | Loschwitz                                          |
| Wolfshügelstraße              | Weißer Hirsch                                      |
| Wolfszug                      | Briesnitz                                          |
| Wolgaster Straße              | Klotzsche                                          |
| Wollnerstraße                 | Wachwitz                                           |
| Wormser Platz                 | Striesen                                           |
| Wüllnerstraße                 | Mickten                                            |
| Wunderlichstraße              | Loschwitz                                          |
| Wundtstraße                   | Altstadt II - Stadtteil Südvorstadt                |
| Wünschendorfer Straße         | Pillnitz                                           |
| Wurgwitzer Straße             | Dölzschen                                          |
| Würzburger Straße             | Plauen                                             |
| Wurzener Straße               | Pieschen                                           |
| Wuttkestraße                  | Loschwitz                                          |
| Zaschendorfer Straße          | Reitzendorf                                        |
| Zauckeroder Straße            | Löbtau                                             |
| Zeisigweg                     | Prohlis                                            |
| Zeithainer Straße             | Pieschen                                           |
| Zellescher Weg                | Altstadt II - Stadtteil Südvorstadt                |
| Zellescher Weg                | Räcknitz                                           |
| Zeppelinstraße                | Loschwitz                                          |
| Zeunerstraße                  | Räcknitz                                           |
| Ziegelstraße                  | Altstadt I - Stadtteil Pirnaische Vorstadt         |
| Zirkelsteinstraße             | Gruna                                              |
| Zirkusstraße                  | Altstadt I - Stadtteil Pirnaische Vorstadt         |
| Zittauer Straße               | Neustadt - Stadtteil Radeberger Vorstadt           |
| Zitzschewiger Straße          | Kaditz                                             |
| Zschertnitzer Straße          | Mockritz                                           |
| Zschierener Elbstraße         | Zschieren                                          |
| Zschierener Straße            | Kleinzschachwitz                                   |
| Zschirnsteinstraße            | Gruna                                              |
| Zschonerallee                 | Briesnitz                                          |
| Zschonergrund                 | Podemus                                            |
| Zschonergrundstraße           | Kemnitz                                            |
| Zum Birkhübel                 | Marsdorf                                           |
| Zum Kraftwerk                 | Klotzsche                                          |
| Zum Lindeberg                 | Marsdorf                                           |
| Zum Schmiedeberg              | Pennrich                                           |
| Zum Spitzeberg                | Marsdorf                                           |
| Zum Sportplatz                | Lausa                                              |
| Zum Triebenberg               | Zaschendorf                                        |
| Zum Windkanal                 | Klotzsche                                          |
| Zur Bleiche                   | Laubegast                                          |
| Zur Bockmühle                 | Schönfeld                                          |
| Zur Eiche                     | Kauscha                                            |
| Zur Hohle                     | Malschendorf                                       |
| Zur Messe                     | Friedrichstadt                                     |
| Zur Neuen Brücke              | Klotzsche                                          |
| Zur Reitzendorfer Mühle       | Reitzendorf                                        |
| Zur Rodelbahn                 | Zaschendorf                                        |
| Zur Schäferei                 | Oberwartha                                         |
| Zur Wetterwarte               | Klotzsche                                          |
| Zur Wetterwarte               | Lausa                                              |
| Zwanzigerstraße               | Loschwitz                                          |
| Zweibrüderweg                 | Rochwitz                                           |
| Zwickauer Straße              | Altstadt II - Stadtteil Südvorstadt                |
| Zwickauer Straße              | Plauen                                             |
| Zwinglistraße                 | Gruna                                              |